# Musikjahr 1575
Liste der Musikjahre

◄◄ | ◄ | 1571 | 1572 | 1573 | 1574 | Musikjahr 1575 | 1576 | 1577 | 1578 | 1579 | ► | ►►

Weitere Ereignisse
Dieser Artikel behandelt das Musikjahr 1575.

## Ereignisse

### Heiliges Römisches Reich

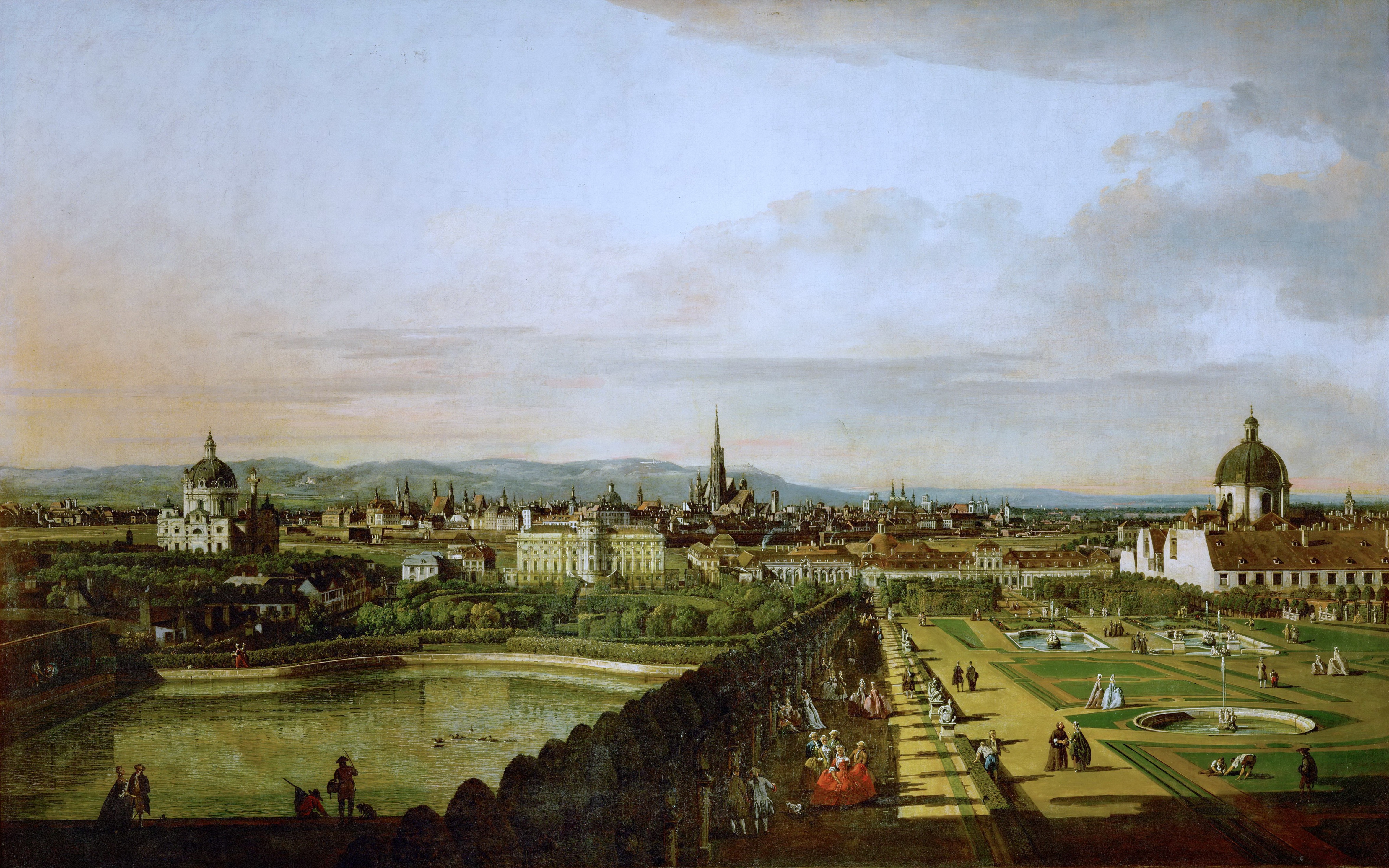
Ansicht von Wien im Barockzeitalter (Canaletto-Blick). Gemälde von Bernardo Bellotto (genannt Canaletto).

#### Hofkapelle von Kaiser Maximilian II.
- Carl Luython, der seit 1566 Chorknabe in der Hofkapelle von Kaiser Maximilian II. war und nach Eintreten des Stimmbruchs am 8. August 1571 das damals übliche Stipendium ausgezahlt bekam, hat im Herbst 1571 offenbar einen Studienaufenthalt in Italien angetreten, der bis Ende 1575 dauert.
- Jakob Regnart, der seit 1568 für eine etwa zweijährige Studienreise in Italien weilte, ist seit 1. November 1570 Präzeptor (Musiklehrer) der Kapellknaben der Hofkapelle. 1575 veröffentlicht er in München sein Sacrae aliquot cantiones zu fünf bis sechs Stimmen.
- Philippe de Monte ist seit 1568 als Nachfolger von Jacobus Vaet Kapellmeister der Hofkapelle Maximilians II. in Wien. Der größte Teil seiner über 250 Motetten erscheint zwischen 1572 und 1600 im Druck. 1575 veröffentlicht er Libro quarto de motetti zu fünf Stimmen, Il sesto libro delli madrigali zu fünf Stimmen und Sonetz de Pierre de Ronsard […] mis en musique zu fünf bis sieben Stimmen.
- Mateu Fletxa el Jove ist Kantor der kaiserlichen Kapelle.

#### Bayerischer Reichskreis

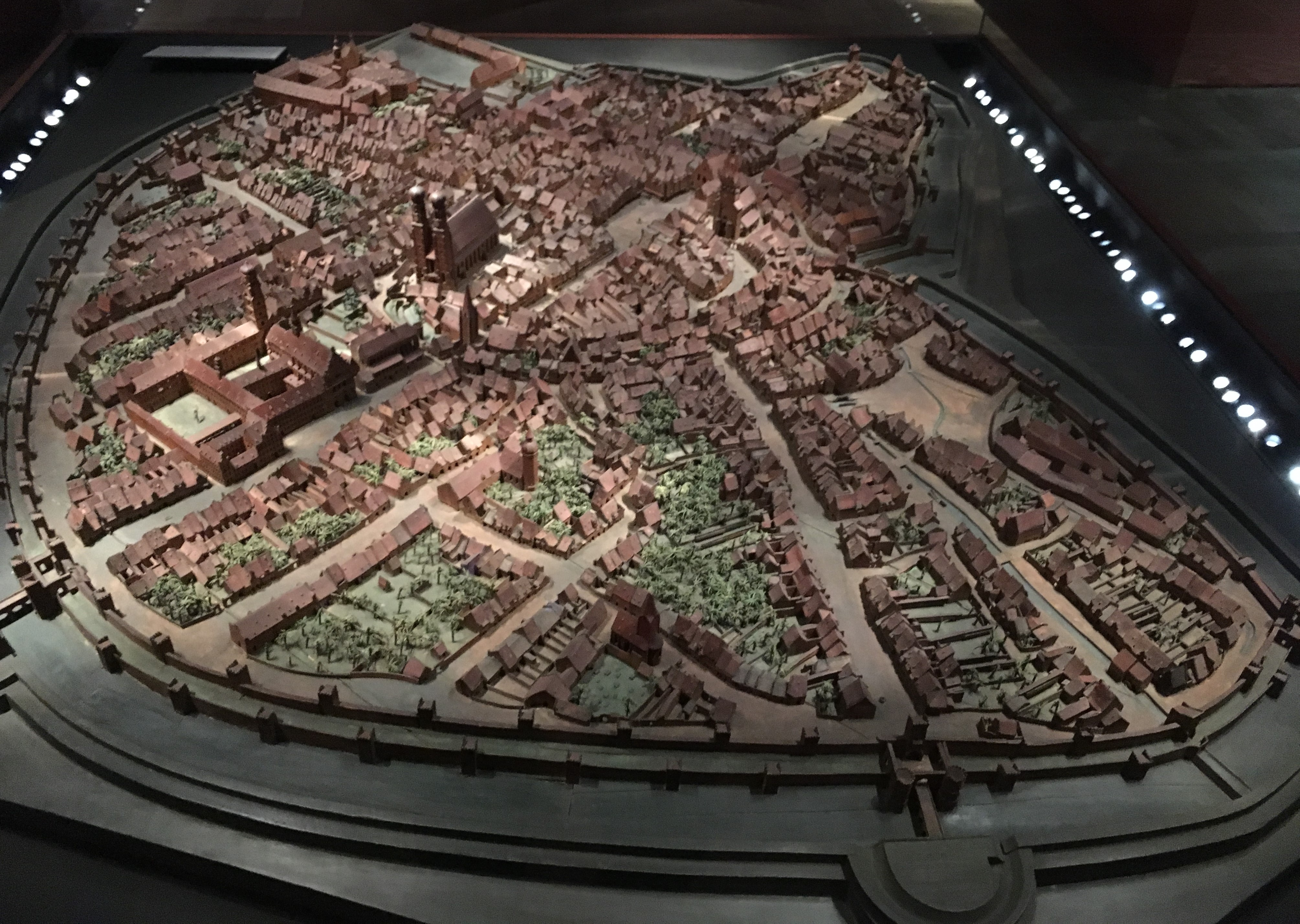
Stadtmodell München um 1570

##### Herzogtum Bayern
- Franciscus Florius hat seit Herbst 1556 in München an der Hofkapelle von Herzog Albrecht V. eine Anstellung als Hofbassist. Neben seiner Tätigkeit als Sänger ist Florius, zusammen mit dem Hofkopisten Johannes Pollet, auch als Notenkopist eingesetzt. Nach dem Ausscheiden Pollets 1571 ist er zum Hauptkopisten aufgestiegen; diese Stellung hat er bis zu seinem Tod 1588 inne. Die Reisen der Münchner Hofkapelle und eigene Reisen führen den Komponisten 1575 in die Niederlande.
- Johannes de Fossa ist seit dem letzten Vierteljahr 1559 Vizekapellmeister der Münchner Hofkapelle. In den vorhandenen Dokumenten wird Fossa allerdings weiterhin nur als Tenorist bezeichnet. Seit 1571 hat er die Aufsicht über die Chorknaben der Kapelle und hat ihnen in seinem Haus Kost und Unterkunft zu geben. Die Rechnungsbücher der Münchner Hofhaltung enthalten Informationen über eine Reise Fossas 1575 nach Rom.
- Giovanni Gabrieli ist in den Jahren 1575 bis 1579 Schüler von Orlando di Lasso. Seine ersten Kompositionen erscheinen in einer 1575 zu Venedig herausgegebenen Sammlung.
- Antonius Gosswin, der 1569 Kapellmitglied bei Prinz Wilhelm von Bayern wurde und wegen Finanzproblemen des Münchner Hofs bald entlassen wurde, ist seit 1570 wieder ein Angestellter der Kapelle. Von 1574 bis Jahresanfang 1575 weilt er in Wien, um zwei Messen aufzuführen, die er für Kaiser Maximilian II. komponiert hat.
- Gioseffo Guami, der sich zwischen 1550 und 1560 in Venedig aufgehalten haben und dort Schüler von Adrian Willaert und Annibale Padovano gewesen sein soll, wirkt seit 1568 in München, wo er zum Hoforganisten berufen wurde. Guami wirkt hier bis etwa 1579.
- Orlando di Lasso ist seit 1563 Kapellmeister der Münchner Hofkapelle. Zu Orlandos Aufgaben gehören u. a. Reisen durch Europa zur Anwerbung neuer Musiker, die Unterrichtung der Chorknaben, die teilweise sogar in seiner Familie leben, Proben mit den Musikern und die Komposition zahlreicher neuer Werke. 1575 gewinnt di Lasso zum ersten Mal den Komponistenwettbewerb von Évreux, jeweils für die beste lateinische Motette.
- Ivo de Vento, der seit Anfang 1570 wieder als Organist am Münchner Hof gewirkt hatte, stirbt am 2. September 1575, kaum 31 Jahre alt. In seinem Todesjahr erscheinen von ihm die Werke Quinque mutetae […] quarum prior moteta novem […] reliquot vero omnes quinque sunt vocum und Quinque motetae […] et quatuor Germanicae: quarum […] posteriores duae Germanicae cantiones octo, reliquot vero omnes quinque sunt vocum.

#### Burgundischer Reichskreis

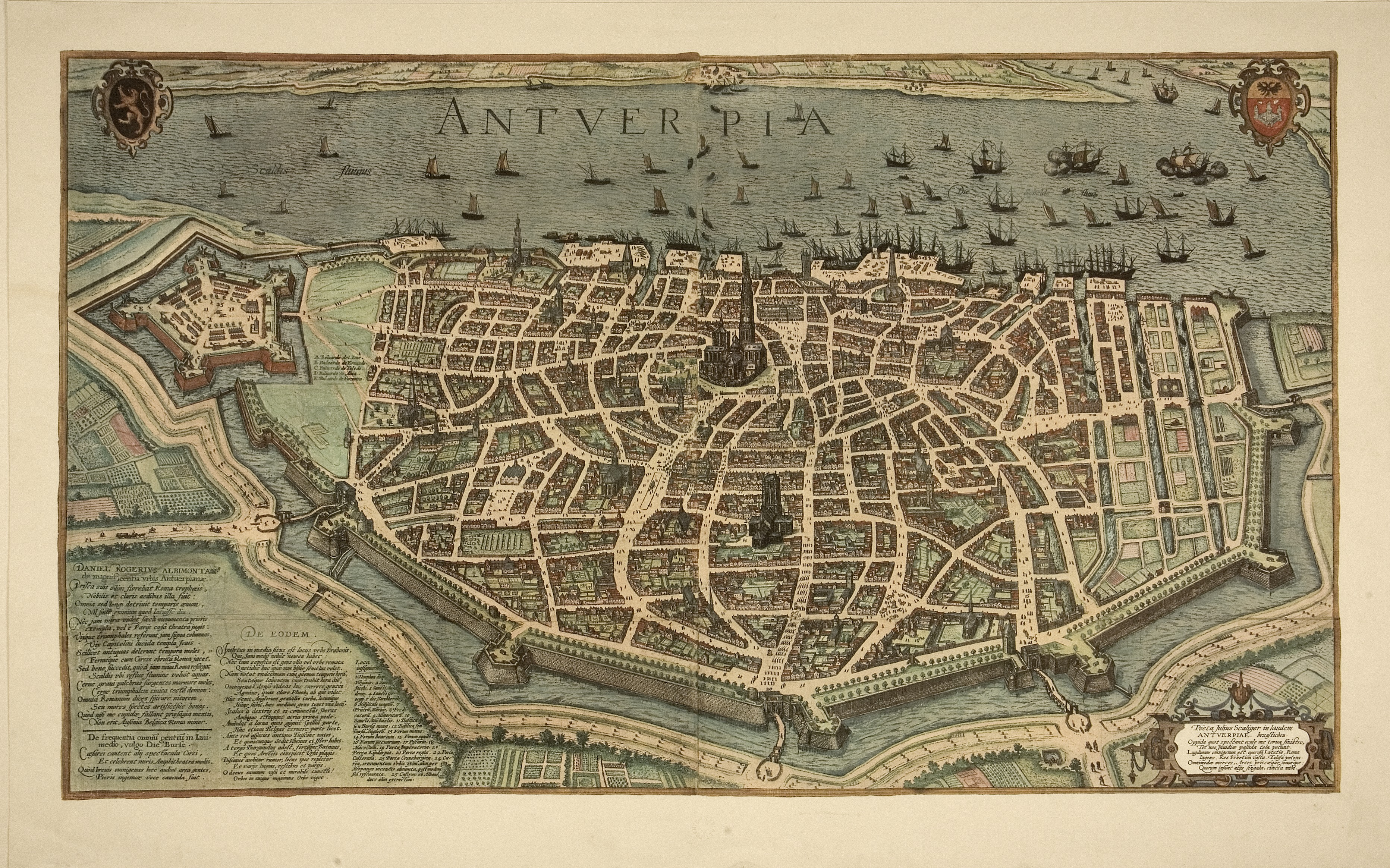
Karte von Antwerpen (erstellt 1657)

##### Markgrafschaft Antwerpen
- Jean de Castro, der in den späten 1560er Jahren nach Antwerpen ging und offenbar zeitweise als musikalischer Berater des Verlegers Pierre Phalèse gewirkt hat, lebt hier bis November 1576. 1575 erscheinen in Antwerpen von ihm 19 Chansons zu vier Stimmen und in Paris sein Livre de chansons nouvellement zu drei Stimmen.
- Séverin Cornet, der seit 1564 in Mechelen an der St.-Rombouts-Kathedrale tätig war, ist seit 1572 der Nachfolger von Gérard de Turnhout als Kapellmeister der Kathedrale von Antwerpen. 1575 veröffentlicht er in dem Sammelband Livre de Meslanges 15 Chansons zu vier Stimmen.
- Noé Faignient, der 1561 das Bürgerrecht in Antwerpen erhalten hat, wirkt seitdem hier als Musiklehrer.

##### Herzogtum Brabant
- Jan van Wintelroy, der seit dem 19. Juli 1551 Chorleiter der Marienbruderschaft (niederländisch: Illustre onze liewe vrouwe broederschap) in ’s-Hertogenbosch war und diese Aufgabe über 20 Jahre lang bis zum 30. Juni 1574 ausgeübt hat, ist danach noch weiterhin zuständig für die musikalische Intonation der Kapelle der Bruderschaft.

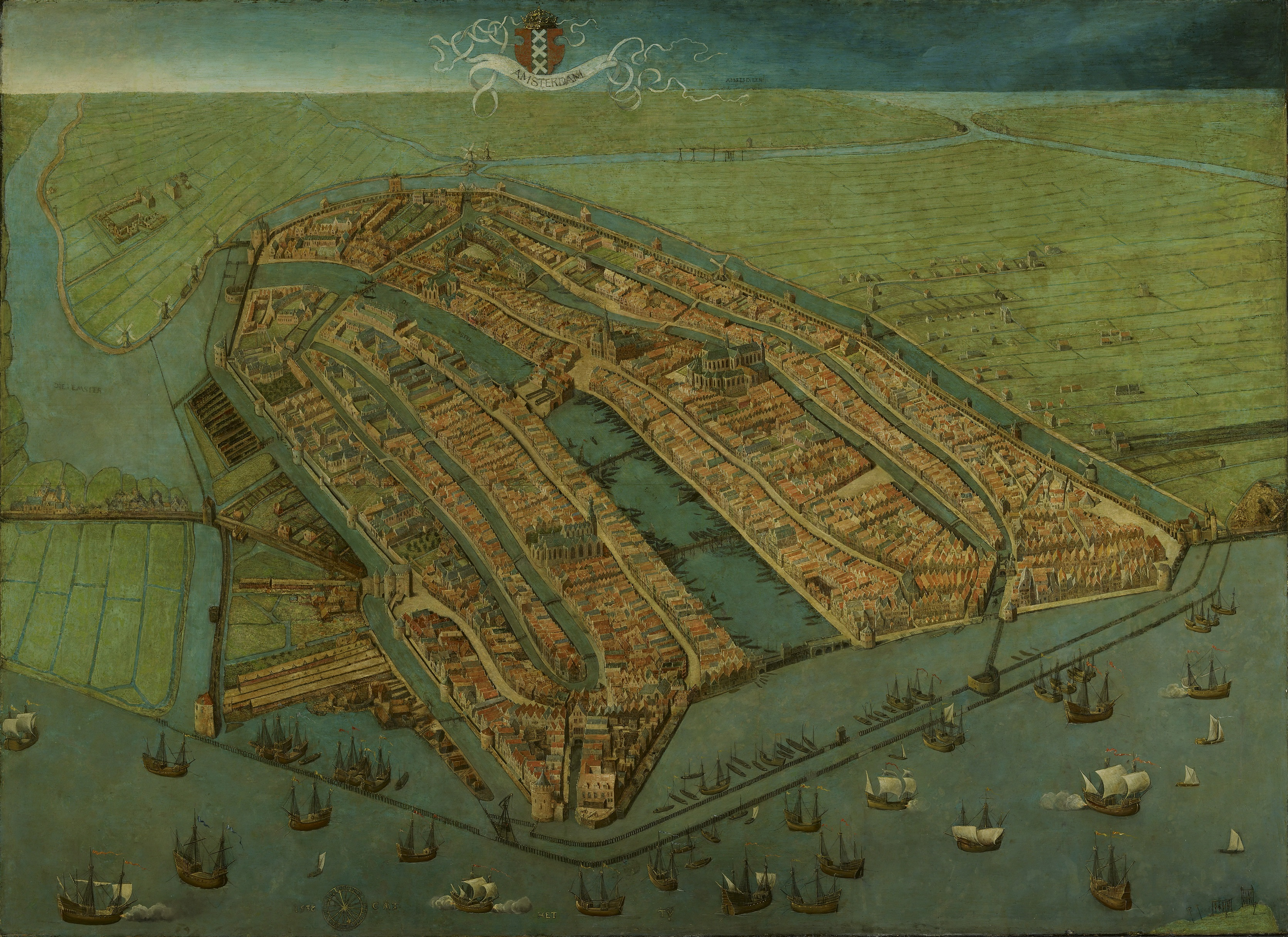
Älteste bekannte Gesamtansicht von Amsterdam von Cornelis Anthonisz. (1538)

##### Grafschaft Flandern
- George de La Hèle, der seit 1572 als Chorleiter an der Kirche St. Rombaut in Mecheln gewirkt hatte, ist in dieser Funktion seit 1574 an die Kathedrale von Tournai tätig.
- Andreas Pevernage, der seit 17. Oktober 1563 Kapellmeister an der Kirche Notre-Dame in Courtrai ist und 1564 zusätzlich eine Pfründe an Sankt Willibrordus in Hulst erhalten hat, übt die Kapellmeisterstelle bis 1577 aus.
- Laurent de Vos, der seit 1566 Musikdirektor und verantwortlicher Leiter der Chorknaben an der Kathedrale Cambrai war, ist seit 1570 wahrscheinlich Countertenor an der St.-Donatus-Kirche in Brügge.

##### Grafschaft Holland
- Jan Pieterszoon Sweelinck, der älteste Sohn des Organisten Pieter Swibbertszoon und seiner Frau Elske Jansdochter Sweeling, lebt in Amsterdam.

#### Fränkischer Reichskreis

##### Markgraftum Brandenburg-Ansbach
- Teodoro Riccio, der nach seiner Ausbildung als Kirchenmusiker als Kapellmeister der Kirche Santa Nazaro in seiner Heimatstadt Brescia tätig war, erhält 1575 den Ruf zur Übernahme der Stelle des Hofkapellmeisters in Ansbach.

##### Reichsstadt Nürnberg
- Leonhard Lechner, der bis zirka 1570 als Sängerknabe am bayerischen Hof zu Landshut angestellt war, hält sich spätestens seit 1575 in Nürnberg auf und bringt dort mit der Sammlung Motectae sacrae die erste Ausgabe seiner eigenen Kompositionen heraus. Ferner bearbeitet er auch die 1576 bis 1579 in Nürnberg gedruckte Liedersammlung seines Zeitgenossen Jakob Regnart. Außerdem ist er an der Schule von St. Lorenz in Nürnberg tätig.

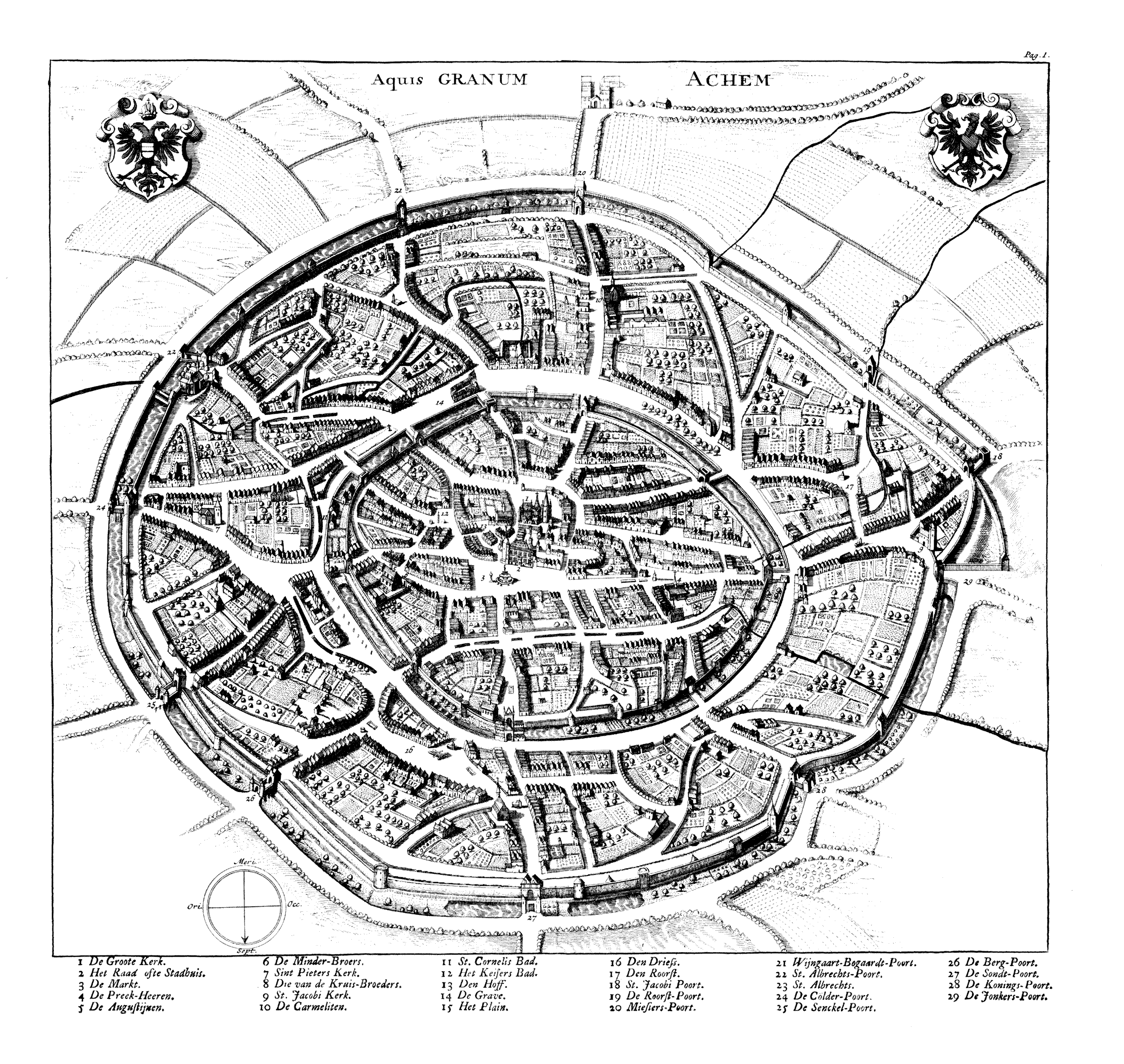
Aachen mit seinen zwei Stadtmauern, Merian 1645

#### Kurrheinischer Reichskreis

##### Kurpfalz
- Bartholomäus Agricola erhält seine musikalische Ausbildung in seiner Heimatstadt Amberg, wo der Komponist Mathias Gastritz als Organist an St. Martin wirkt. Agricolas früheste bekannte Kompositionen stehen in einem Karlsruher Chorbuch von 1575 bis 1585.
- Mathias Gastritz, der am 22. Dezember 1561 zum Organisten der Stadt Amberg bestellt wurde, wirkt fast 30 Jahre lang in den Diensten der Stadt.

#### Niederrheinisch-Westfälischer Reichskreis

##### Reichsstadt Aachen
- Johannes Mangon, der von 1562 bis 1570 an der Kirche in Lüttich als Succentor gewirkt hatte und während dieser Zeit möglicherweise schon zeitweise den Domchor in Aachen geleitet hat, ist nachweislich von 1572 bis 1577 Leiter des Aachener Domchores.

##### Vereinigte Herzogtümer Jülich-Kleve-Berg
- Martin Peudargent ist Hofkomponist in den Diensten von Wilhelm V. von Jülich-Kleve-Berg.

#### Niedersächsischer Reichskreis

##### Erzstift Magdeburg
- Sethus Calvisius, der seit 1569 die Schule in Frankenhausen besucht hatte, geht seit 1572 in Magdeburg zur Schule. Hier erbettelt und erwirbt er sich im Kirchendienst die finanziellen Mittel, um ab 1579 ein Studium aufnehmen zu können.

##### Fürstentum Braunschweig-Wolfenbüttel
- Johann Zanger der Ältere, der seit 1553 Pfarrer an der Petrikirche in Braunschweig war, ist seit 1571 Pfarrer an der Martinikirche.

##### Herzogtum Mecklenburg-Schwerin
- Thomas Mancinus, der seit 1567 an der Universität Rostock studiert hatte und im Januar 1572 durch Herzog Johann Albrecht von Mecklenburg-Schwerin als Schulkantor angestellt wurde, ist seit 1573 Nachfolger von Johannes Flamingus als Kapellmeister der heutigen Staatskapelle Schwerin.

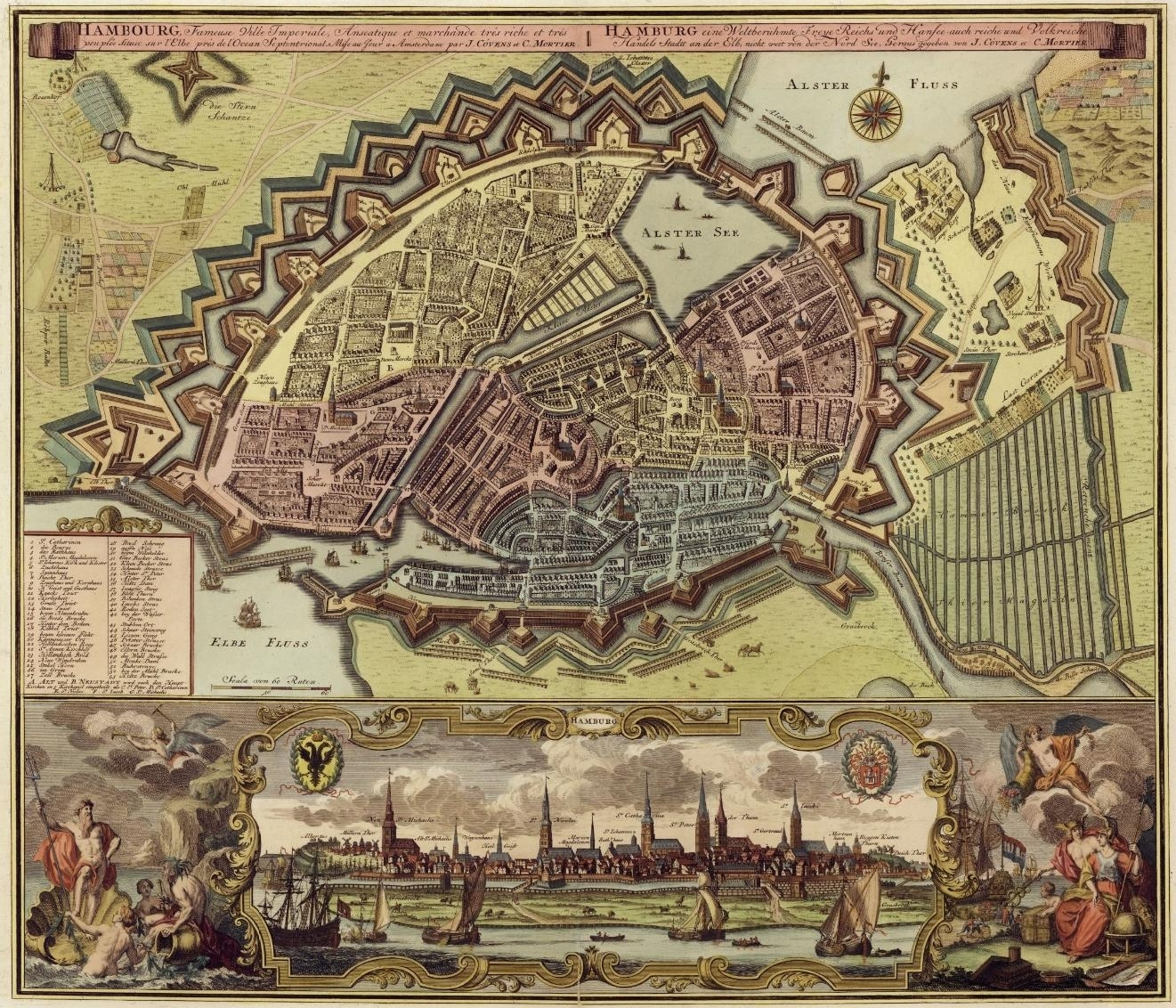
Hamburg, 1730

##### Hamburg
- Jacob Praetorius der Ältere, der wahrscheinlich in seiner Heimatstadt Magdeburg Unterricht von Martin Agricola erhielt, ist von 1555 bis zu seinem Tod als Organist und Kirchenkomponist an zwei Kirchen in Hamburg nachweisbar.

#### Obersächsischer Reichskreis

##### Fürstentum Anhalt
- Gallus Dreßler wirkt ab 1575 – nachdem 1574 die Philippisten unter Kurfürst August von Sachsen aus Sachsen vertrieben wurden – als Diakon an der St.-Nikolai-Kirche in Zerbst, in welchem Amt er 1581 verstorben zu sein scheint.

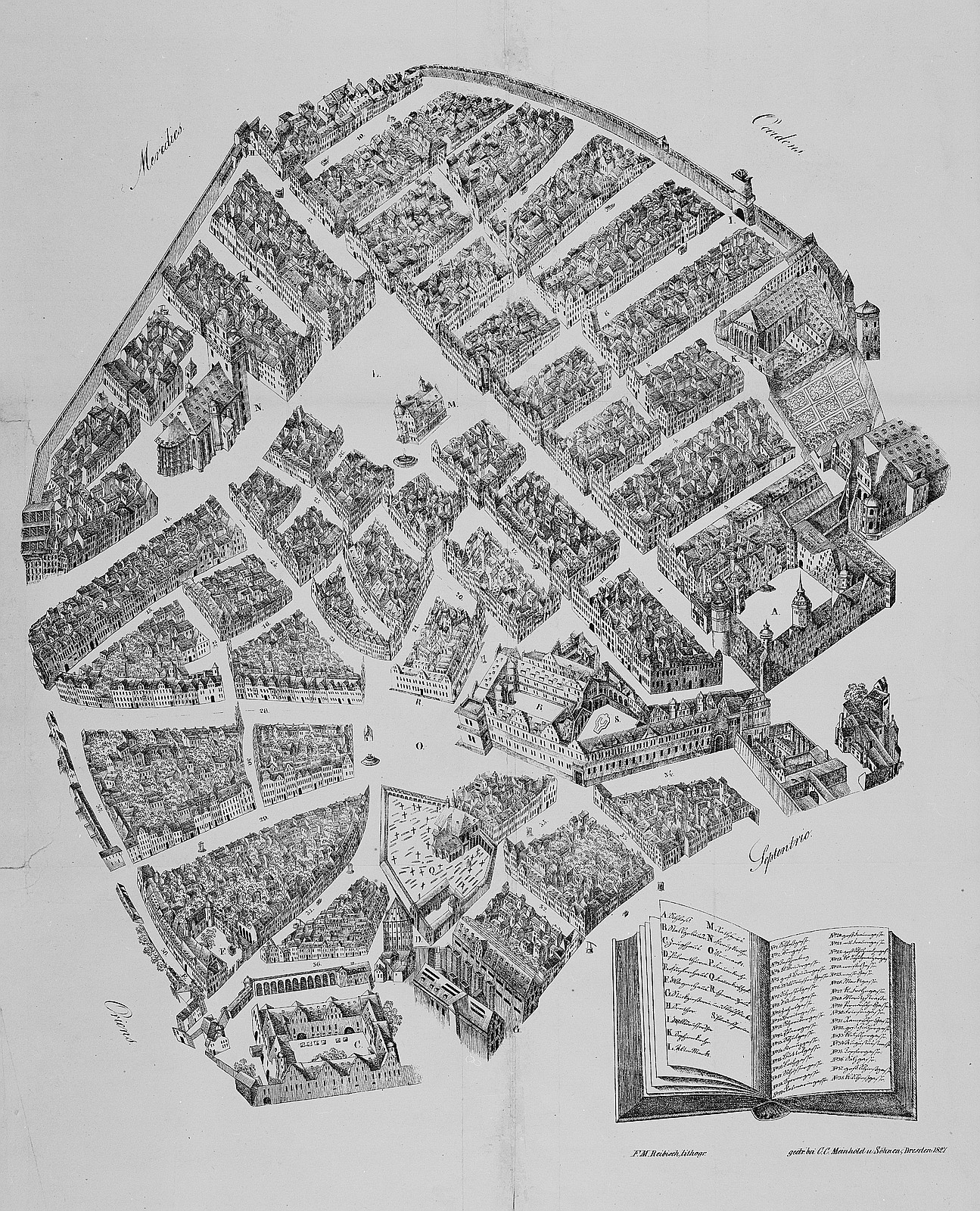
Isometrische Stadtansicht Dresdens, um 1634

##### Kurfürstentum Sachsen
- Elias Nikolaus Ammerbach, der von 1548 bis 1549 an der Universität Leipzig studiert hatte, wirkt danach, vermutlich bis an sein Lebensende, als Thomasorganist an der Thomaskirche.
- Joachim a Burck, der ab 1563 Kantor an der Lateinschule in Mühlhausen war, ist seit 1566 Organist an der Kirche Divi Blasii in Mühlhausen. Daneben ist er als Geschichtsschreiber und öffentlicher Notar tätig.
- Wolfgang Figulus ist von 1551 bis zu seiner Pensionierung 1588 Kantor und Lehrer an der Fürstenschule in Meißen. Er unterrichtet die Fächer Musik, Latein und Religion und sorgt für die musikalische Gestaltung der Gottesdienste in der Afrakirche. Neben theoretischen Schriften erscheinen von ihm mehrere mehrstimmige kirchenmusikalische Werke sowie 1575 in Frankfurt an der Oder die Sammlung von Weihnachtsliedern Vetera nova carmina sacra et selecta de natali Domini nostri Iesu Christi, die auch zehn seiner eigenen Kompositionen enthält.
- Johannes Flamingus, der seit 1571 als Nachfolger von David Köler Hofkapellmeister und Leiter der „Hof-Cantorej“ von Herzog Johann Albrecht I. von Mecklenburg-Schwerin war, scheint Schwerin 1573 verlassen zu haben und ist als Kantor in Zwickau tätig.
- Mattheus Le Maistre, der seit 1554 sächsischer Hofkapellmeister als Nachfolger von Johann Walter war und 1565 aus Gesundheitsgründen um seine Entlassung gebeten hat, lebt vermutlich in Dresden. Le Maistre bleibt mit dem Hof in Dresden Zeit seines Lebens verbunden und führt den Titel des Hofkapellmeisters bis zu seinem Tod im Frühjahr 1577.
- Rogier Michael, der von 1572 bis 1574 die Stelle eines Tenorsängers in Ansbach an der Hofkapelle von Markgraf Georg Friedrich von Brandenburg-Ansbach bekleidete, tritt am 1. Februar 1575 auf Empfehlung von Aemilia von Sachsen, der Schwester von Kurfürst August von Sachsen, eine Stelle als Sänger und Musiker an der Dresdener Hofkapelle an. Der Kurfürst hört ihn selber an, und auch der alte Kapellmeister Antonio Scandello prüft sein Können.
- Antonio Scandello, der seit 1566 Vizekapellmeister der Dresdner Hofkapelle war und als „zugeordneter Moderator“ dem altersschwachen Mattheus Le Maistre unterstand, ist seit 1568 Hofkapellmeister und übt diese Aufgabe bis zu seinem Tod 1580 aus. 1575 erscheinen in Dresden seine Nawe schöne auserlesene geistliche deudsche Lieder.
- Leonhart Schröter, der von 1545 bis 1547 die Fürstenschule in Meißen besucht hatte, wirkt danach von 1561 bis 1576 als Stadtkantor in Saalfeld.
- Nikolaus Selnecker, der sich 1572 in Oldenburg aufgehalten und 1573 mit Hermann Hamelmann die Oldenburger Kirchenordnung verfasst hatte, ist seit dem Jahreswechsel 1573/1574 wieder Professor in Leipzig. 1575 erscheint seine Schrift Historia Lutheri.

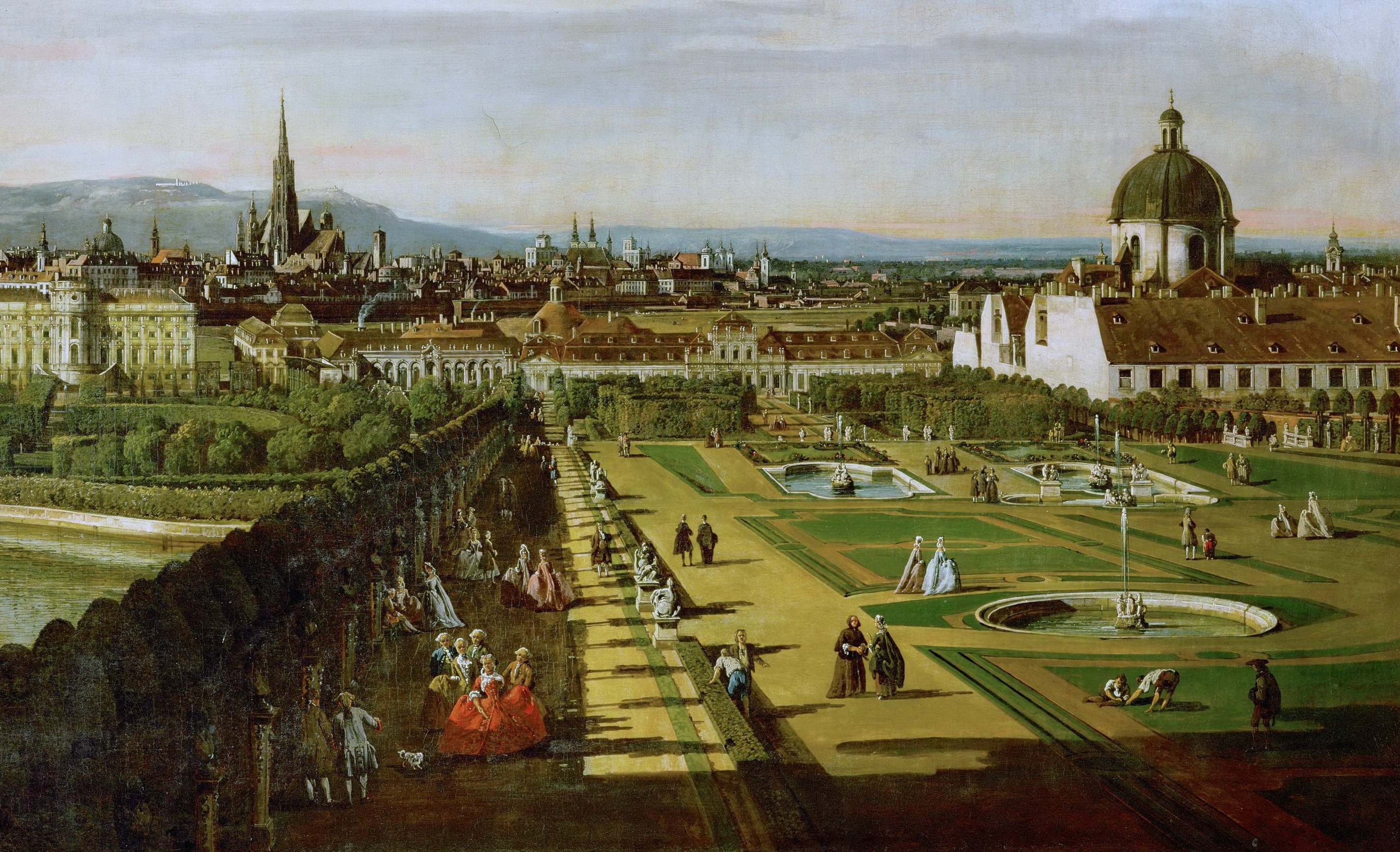
Das barocke Wien: Blick vom Schloss Belvedere (Gemälde von Canaletto, 1758)

#### Österreichischer Reichskreis

##### Erzherzogtum Österreich
- Blasius Amon ist seit ca. 1568 Sängerknabe an die Hofkapelle von Erzherzog Ferdinand II. in Innsbruck. Er erhält unter den Kapellmeistern Wilhelm Bruneau (tätig von 1564 bis 1584) und Alexander Utendal (tätig von 1564 bis 1581) eine gründliche musikalische Ausbildung, die er auf Studienreisen vervollkommnet. Vor allem sein Aufenthalt in Venedig von 1574 bis 1577 hinterlässt in seinem Schaffen Spuren. Er bringt nicht nur die dort üblichen Modulationen, sondern auch die venezianische Doppelchörigkeit in seine Heimat mit.
- Johannes de Cleve, der seit 1564 Hofkapellmeister in der neuen von Erzherzog Karl II. (1540–1590) gegründeten Hofkapelle in Graz war und dieses Amt sechs Jahre lang ausgeübt hat, lebt danach wahrscheinlich in Wien.
- Jacobus Florius, der sich 1572 wahrscheinlich in Aquileia aufgehalten hatte, ist in den Listen der Innsbrucker Hofkapelle für 1573 und 1574 als Sänger genannt. 1575 will sich der Komponist offenbar nach Flandern zurückziehen, weshalb Orlando di Lasso bei Wilhelm V. (damals noch Erbprinz) um ein Empfehlungsschreiben für Jacobus Florius bittet.
- Simone Gatto, der seit 1568 am Hof in München als Posaunist wirkte, setzt seine berufliche Laufbahn seit 1572 in Graz fort. In der dortigen Hofmusikkapelle beginnt er zunächst als Bläser.
- Annibale Padovano, der von 1552 bis 1565 erster Organist am Markusdom in Venedig war und dann Organist am Hof von Erzherzog Karl II. in Graz wurde, ist hier von 1570 bis zu seinem Tod am 15. März 1575 in der Nachfolge von Johannes de Cleve (1528/29–1582) als Hofkapellmeister tätig.
- Lambert de Sayve, der am 1. Februar 1569 das Amt eines Singmeisters an der Abtei Melk angetreten hatte und zusammen mit anderen Kapellmitgliedern nach Spanien gereist war, um bei der Hochzeit von Anna Maria von Österreich mit König Philipp II. von Spanien am 12. November 1570 mitzuwirken, setzt nach Rückkehr von der eineinhalb Jahre dauernden Reise seine Tätigkeit in Melk bis 1576 fort.
- Alexander Utendal, der seit 1564 Alt-Sänger in der Kapelle von Erzherzog Ferdinand II. war, ist hier seit Ende 1572 Kapellknaben-Praezeptor und damit Vizekapellmeister.

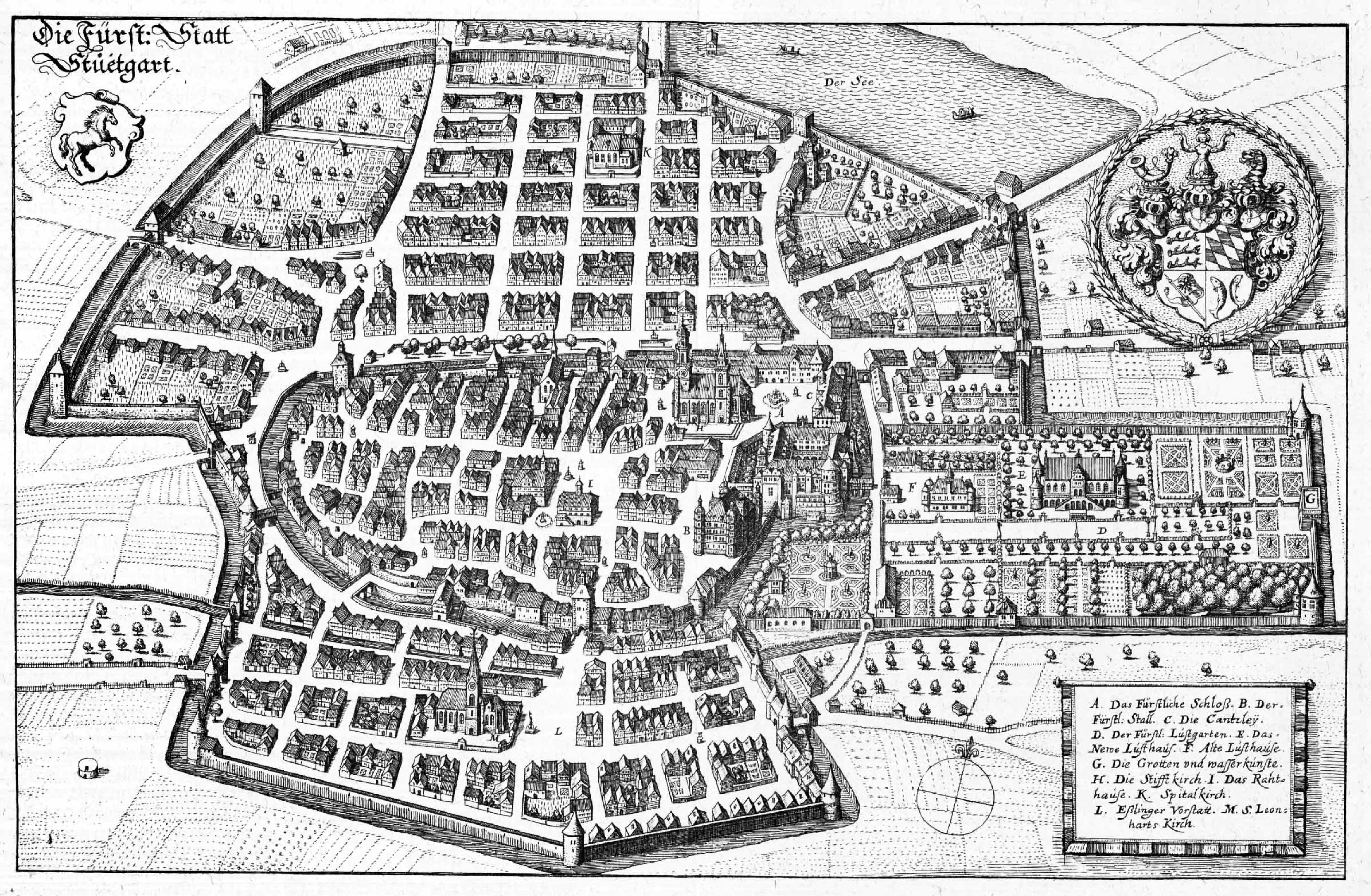
Stuttgart 1634 nach Merian

#### Schwäbischer Reichskreis

##### Fürststift Kempten
- Jacobus de Kerle, der bis 1574 in Augsburg als Domorganist tätig war und am 14. Juli 1574 um seine Entlassung aus dem Organistenamt gebeten hatte, ist wahrscheinlich im Fürststift Kempten tätig. Er widmet Fürstabt Eberhard von Stain in Kempten eine Komposition, und zusätzlich hat ihn der Abt des Klosters Weingarten mit einem Empfehlungsschreiben befürwortet. Es ist nicht überliefert, ob die Aktion erfolgreich war; für eine Kemptener Tätigkeit spricht aber, dass er erst am 28. März 1579 in das Cambraier Kapitel aufgenommen wird. 1575 veröffentlicht de Kerle in München seine Sacrae cantiones zu fünf bis sechs Stimmen.

##### Herzogtum Württemberg
- Ludwig Daser ist seit 1572 und bis zu seinem Ableben 1589 Kapellmeister der Hofkapelle Stuttgart.
- Balduin Hoyoul, der im Jahr 1561 im Alter von etwa 13 Jahren als Diskant-Sänger in den Chor der Stuttgarter Hofkapelle unter Ludwig Dasers Leitung eingetreten war und 1564/65 für zwei Jahre als Schüler zu Orlando di Lasso nach München geschickt wurde, wirkt nach seiner Rückkehr wieder als Altist und Komponist der Stuttgarter Hofkapelle. 1575 wird sein Sohn Ludwig Hoyoul (1575–1612) geboren, der auch Musiker wird.
- Simon Lohet ist seit dem 14. September 1571 Organist der württembergischen Hofkapelle in Stuttgart. Es ist auch Lohets Aufgabe, die Instrumente der Hofkapelle zu verwalten.

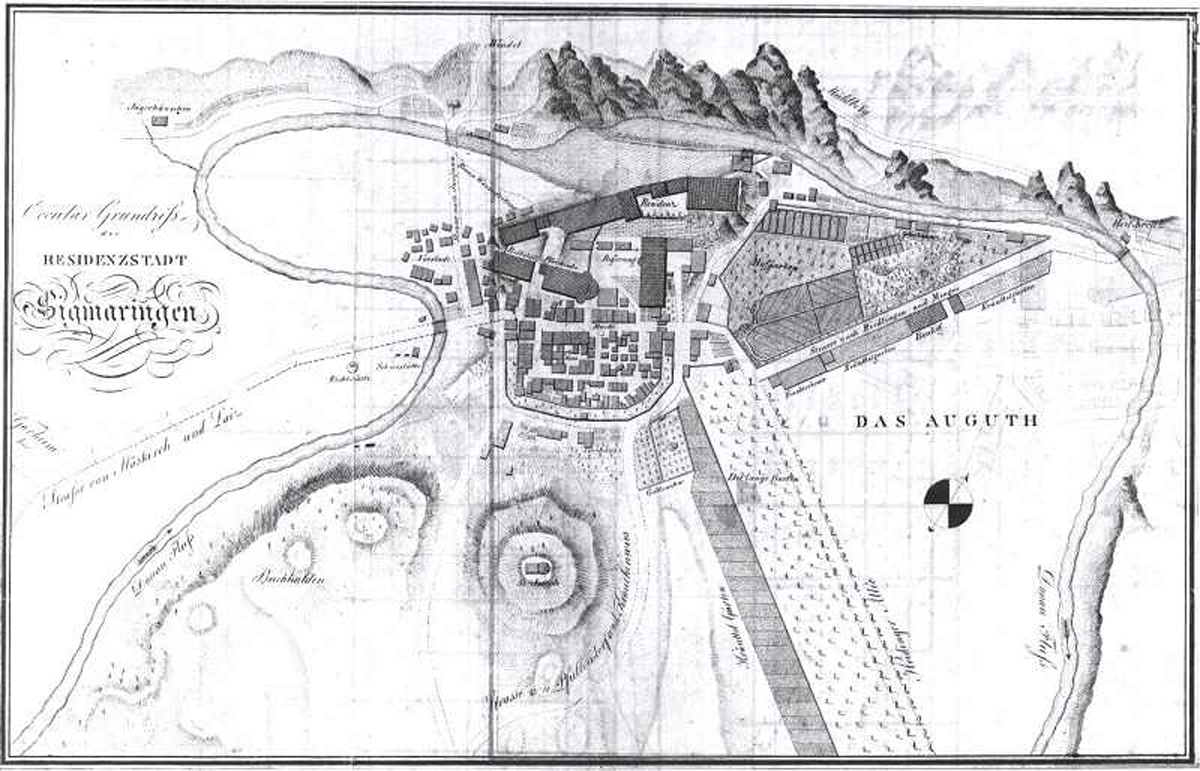
Stadtplan von Sigmaringen um 1809

##### Hohenzollern-Sigmaringen
- Melchior Schramm, der 1572 für zwei Jahre Organist an der neuerrichteten Stiftskirche des Damenstifts in Hall war, wird im Jahr 1574 als Organist und Hofkapellmeister an den Hof Hohenzollern-Sigmaringen berufen, wo er an dem jungen Hof unter Graf Karl II. von Hohenzollern-Sigmaringen die Hofkapelle neu aufbaut und bis 1596 leitet.

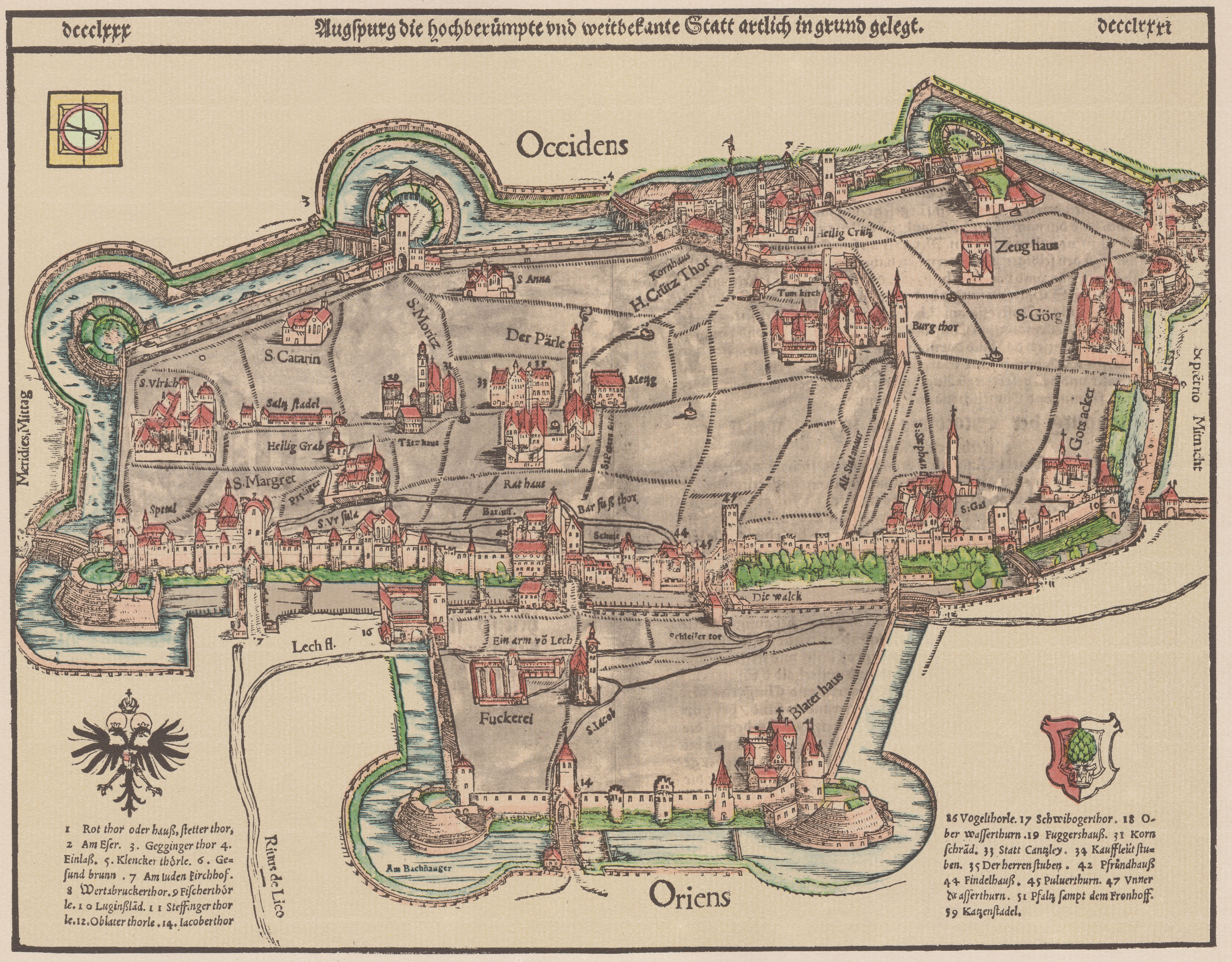
Augsburg um 1550

##### Reichsstadt Augsburg
- Johannes Eccard wird nach einem kurzen Aufenthalt in seiner Heimatstadt Mühlhausen (1573/74) von Jakob Fugger als Organist nach Augsburg berufen, wo er bis längstens 1579 wirkt.

##### Reichsstadt Dinkelsbühl
- Michael Tonsor wirkt von ungefähr 1567 bis 1588 als Organist an der St. Georgskirche in Dinkelsbühl.

#### Nicht eingekreiste zum Heiligen Römischen Reich zugehörige Territorien und Stände

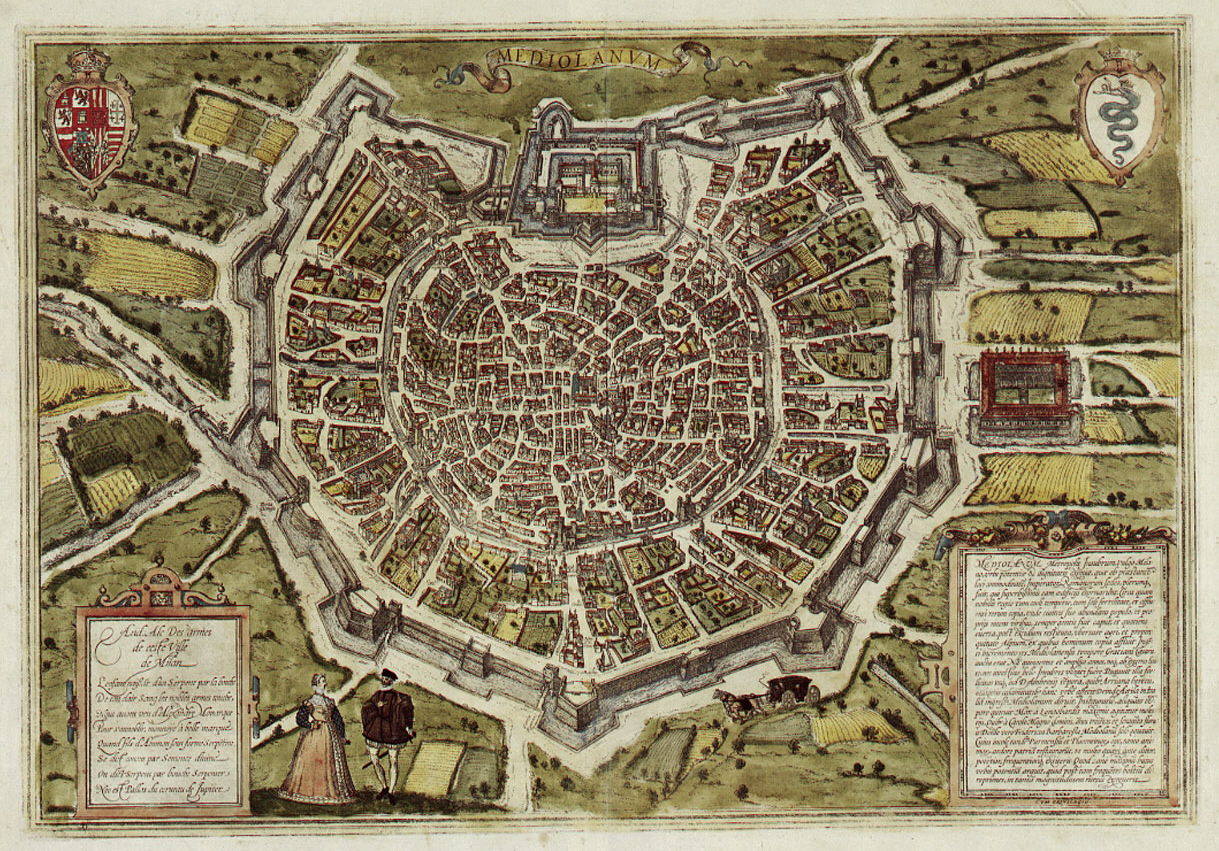
Zeitgenössische Ansicht Mailands aus dem 16. Jahrhundert

##### Herzogtum Mailand
- Matthias Hermann Werrecore, der von August bis Dezember 1559 beim Domchor in Mailand als Tenorsänger tätig war und danach vermutlich in Mailand gelebt hatte, ist nach dem Jahr 1574 verstorben. Der letzte Beleg über ihn ist vom 9. Dezember 1574, in dem es um die Schenkung von drei Kisten Wein seitens des Domkapitels geht.

##### Herzogtum Mantua
- Girolamo Cavazzoni ist Organist in der Hofkirche Santa Barbara des Palazzo Ducale in Mantua, wo er bis 1577 wirkt.
- Giovanni Giacomo Gastoldi, der in Mantua als Chorknabe an der Basilika Santa Barbara seine musikalische Ausbildung erhielt, Theologie studierte und seit 1572 Subdiakon war, ist seit 1574 Diakon und wird 1575 zum Priester geweiht. Gastoldi erhält Pfründe, damit verbunden ist die Verpflichtung, den Chorknaben Gesangsunterricht zu geben.
- Giaches de Wert, der von 1563 bis 1565 den Dienst eines Kapellmeisters für die kaiserlichen Gouverneure in Mailand versehen hatte, wirkt spätestens seit September 1565 als Kapellmeister an der neu gebauten Basilika Santa Barbara in Mantua, der Hofkirche der Gonzaga-Herzöge, nachdem er dorthin für das erste Barbara-Fest am 4. Dezember 1564 eine neue von ihm komponierte Messe geschickt hatte. In dieser Stellung bleibt er bis zu seinem Tod. Er ist auch als prefectus musicorum für die weltliche Musik am Hof von Herzog Guglielmo Gonzaga in Mantua zuständig. Ab den 1570er Jahren wird darüber hinaus der Hof des musikbegeisterten Herzogs Alfonso II. d’Este in Ferrara für Giaches immer interessanter, weil hier mit dem Aufbau eines privaten musikalischen Ensembles (musica secreta) neue Maßstäbe für den virtuosen Ensemble-Gesang gesetzt werden und ein sich gegenseitig inspirierendes Zusammenwirken zwischen Gesang, Komposition und neuester Dichtung entsteht (Giovanni Battista Guarini und Torquato Tasso).

##### Herzogtum Modena und Reggio
- Girolamo Diruta ist seit 1574 Mitglied des Minoritenklosters in Correggio. Er erhält seine musikalische Ausbildung zum Organisten von Batista Capuani.
- Luzzasco Luzzaschi, der seit Mai 1561 Organist und seit 1564 herzoglicher Hoforganist am Hof des Herzogs Alfonso II. d’Este war, ist seit 1574 – als Nachfolger Afonso della Violas (auch dalla Viola genannt) – Leiter der Instrumentalmusik des Herzogs von Ferrara. Seit 1572 bekleidet er zusätzlich das Organistenamt am Ferrareser Dom.

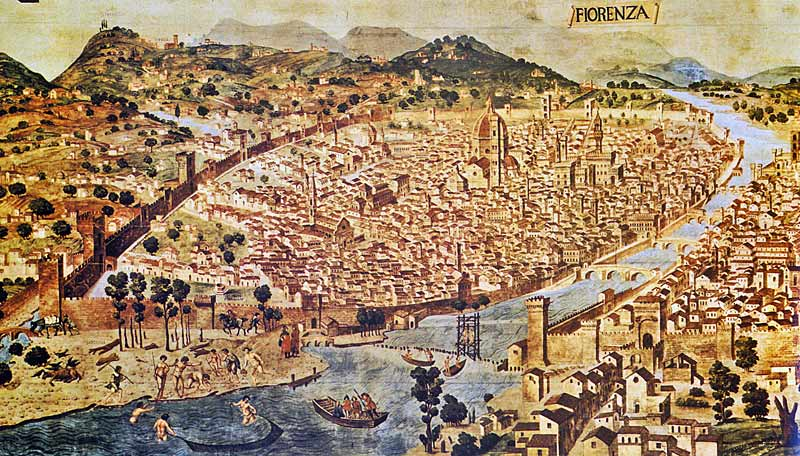
Florenz im 15. Jahrhundert

##### Herzogtum Toskana
- Paolo Aretino, der bis 1547 als Kantor am Dom von Arezzo gewirkt hat, ist danach bis zu seinem Tode im Jahr 1584 an Santa Maria della Pieve, ebenfalls in Arezzo, tätig.
- Giulio Caccini, der wahrscheinlich Mitglied im Knabenchor der Cappella Giulia des Petersdoms und von Oktober 1564 bis November 1565 Gesangsschüler von Giovanni Animuccia war, wirkt seit dem 29. April 1566 am Hof des Großherzogs Ferdinando I. de’ Medici in Florenz.
- Nicolao Dorati wirkt seit 1543 in der Stadtkapelle von Lucca, zunächst als Posaunist und seit 1557 für über zwanzig Jahre als Kapellmeister.
- Vincenzo Galilei, der seit 1560 in Pisa lebt und seit 1562 mit Giulia Ammannati (gestorben 1620) aus einer angesehenen Familie von Tuchhändlern verheiratet ist, übersiedelt Anfang der 1570er Jahre nach Florenz und widmet sich ganz der Musik. In Florenz ist er Mitglied der Florentiner Camerata des Grafen Giovanni de’ Bardi, einer Gruppe, die sich die Wiederbelebung antiker Vorbilder zum Ziel gesetzt hat. 1575 wird sein Sohn Michelangelo Galilei geboren.
- Cristofano Malvezzi, der seit 1571 als Kapellmeister am Baptisterium San Giovanni gewirkt hatte, ist seit 1574 – in der Nachfolge seines Vaters – Organist an San Lorenzo.
- Giovanni Piero Manenti, der im Juni 1571 – nach dem Tode von Francesco Corteccia – Kapellmeister an S.Giovanni geworden war, dieses Amt aber bereits nach sechs Monaten niedergelegt hatte, ist Organist an der Kathedrale von Florenz, ein Amt, das er bis zu seinem Tod 1597 ausübt. Manenti ist ebenfalls als Musiker am Hof der Medici tätig und komponiert zumindest ein Werk für die „Compagnia di S.Giovanni Evangelista“ in Florenz.
- Alessandro Striggio der Ältere, der aus einem Aristokratengeschlecht entstammt, hält sich vermutlich in Florenz auf, wo er um 1560 die ersten Kontakte zu den Medici geknüpft hatte. In den 1570er-Jahren schließt er eine Freundschaft mit Vincenzo Galilei. Ob er auch Mitglied der Florentiner Camerata war, ist nicht geklärt.

##### Königreich Böhmen
- Szymon Bar Jona Madelka kommt um 1575 nach Pilsen, wo er Mitglied der Fleischerzunft wird.

Karte von London 1682

### Königreich England und Irland

#### Chapel Royal von Elisabeth I.
- John Bull, der 1573 Kapellknabe an der Hereford Cathedral war, ist wahrscheinlich schon seit 1574 Mitglied der Children of the Chapel Royal, wo der Organist John Blitheman sein Lehrer wird.
- William Byrd ist seit 1570 „Gentleman of the Chapel Royal“ und übt zusammen mit Thomas Tallis das Organistenamt aus. Byrd und Tallis erhalten 1575 gemeinsam von Königin Elisabeth I. das Privileg und Monopol für Notendruck in England, das Byrd auch nach dem Tode seines Lehrers noch bis 1596 innehat. 1575 veröffentlicht Byrd in London gemeinsam mit Thomas Tallis Cantiones quae ab argumento sacrae vocantur.
- William Mundy, der 1543 Mitglied im Chor von Westminster Abbey wurde und später für verschiedene Kirchengemeinden arbeitete, ist seit 1563 Mitglied der Chapel Royal, an der er bis zu seinem Tode 1591 verbleibt.
- Thomas Tallis, der 1543 zum „Gentleman of the Chapel Royal“ in London ernannt wurde, bekleidet dieses Amt in den folgenden vierzig Jahren. Tallis und Byrd erhalten 1575 gemeinsam von Königin Elisabeth I. das Privileg und Monopol für Notendruck in England, das Byrd auch nach dem Tode seines Lehrers noch bis 1596 innehat. Zusammen veröffentlichten Tallis und Byrd 1575 die Königin Elisabeth I. gewidmete Motettensammlung Cantiones quae ab argumento sacrae vocantur, zu der beide jeweils 17 Werke beitragen.

#### London
- Peter Philips bekommt seine erste musikalische Ausbildung 1572 bis 1578 als Chorknabe an der St. Paul’s Cathedral in London unter Sebastian Westcott († 1582). Er lebt bis zu Westcotts Tod 1582 in dessen Haus.

#### Wells
- Elway Bevin wirkt von 1575 bis 1584 als Chorvikar an der Kathedrale von Wells.

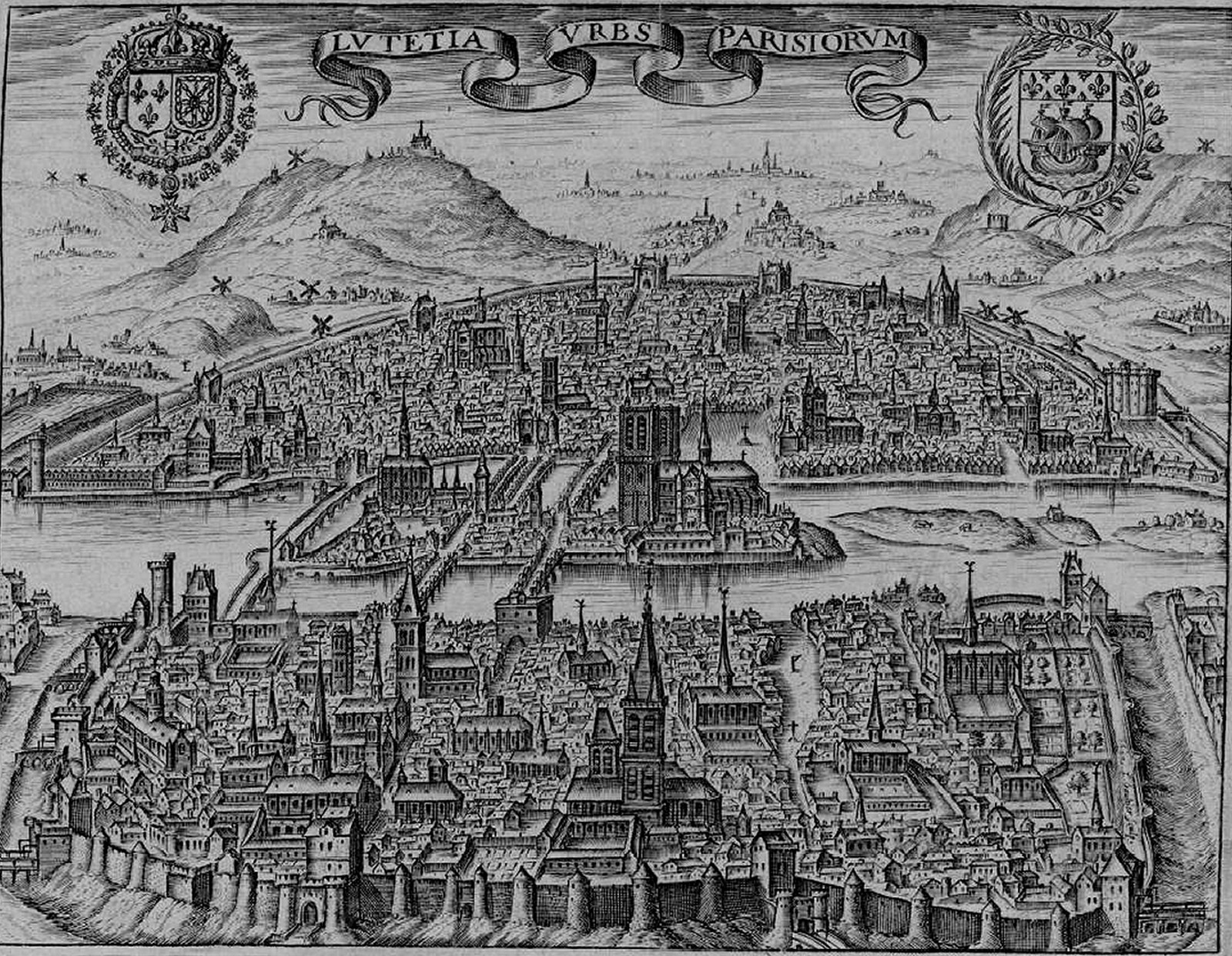
Paris um 1600 (Stich von Claude Chastillon)

### Königreich Frankreich

#### Chapelle Royale von Karl IX. / Heinrich III.
- Eustache du Caurroy ist seit 1570 zunächst als Sänger im Dienst des französischen Königs Karl IX. tätig und wird bald als Komponist bekannt. 1575 gewinnt er erstmals den Kompositionswettbewerb von Evreux.

#### Évreux
- Guillaume Costeley, der nach seiner Ausbildung von 1560(?) bis 1570 Hoforganist am Hof von Karl IX. war, wirkt danach bis zu seinem Ableben 1606 in Évreux als Komponist und ist dort Mitglied der Bruderschaft Sainte Cécile.

#### Paris
- Adrian Le Roy lebt in Paris und ist musikalischer Leiter des von ihm mit seinem Vetter Robert Ballard 1551 gegründeten Musikverlags Le Roy & Ballard.

### Italienische Staaten

#### Herzogtum Urbino
- Leonard Meldert, der bis zum Tod des Herzogs Guidobaldo II. della Rovere in Urbino 1574 an dessen Hof aktiv war, tritt anschließend mit großer Wahrscheinlichkeit in Ravenna in die privaten Dienste von Giulio Feltrio della Rovere, Kardinal von Urbino und Erzbischof von Ravenna, einem Bruder des verstorbenen Guidobaldo.

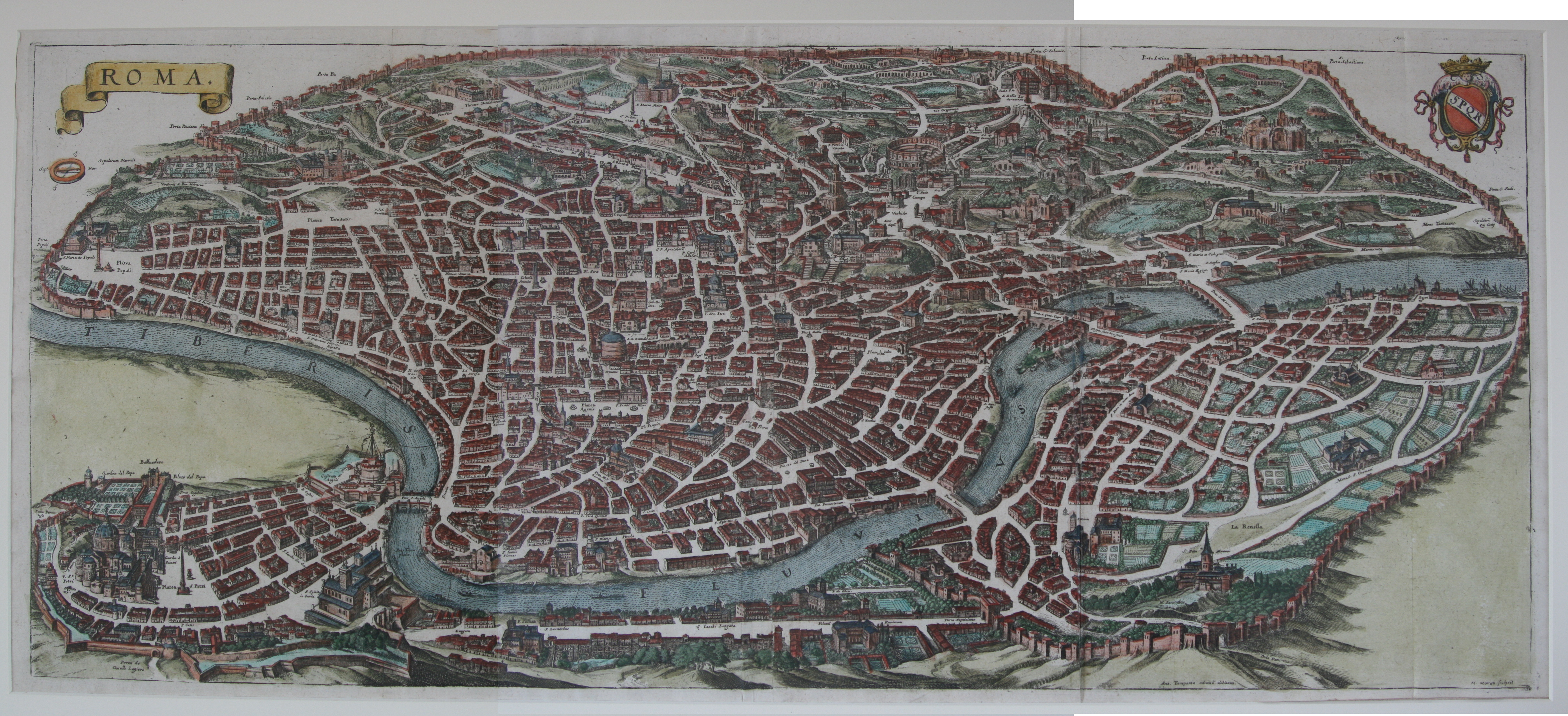
Ansicht von Rom, ca. 1640

#### Kirchenstaat
- Ghinolfo Dattari erhält ab Februar 1555 in Bologna eine Anstellung als Sänger in der Kapelle von San Petronio, die er 62 Jahre lang, bis zu seinem Tode ausübt.
- Tiburtio Massaino, der zuvor ein Augustiner-Mönch in Piacenza war, ist seit 1571 maestro di cappella von Santa Maria del Popolo in Rom.
- Giovanni Maria Nanino, der seit mindestens Juni 1569 Kapellmeister der päpstlichen Basilika Santa Maria Maggiore in Rom war, wechselt im Sommer 1575 in das Amt des Kapellmeisters von San Luigi dei Francesi, wo er den Chor von acht erwachsenen Sängern und zwei bis zeitweilig vier Sängerknaben leitet.
- Giovanni Pierluigi da Palestrina, der seit 1565 musikalischer Leiter und Lehrer des Seminario Romano, einer Ausbildungsstätte des Priesternachwuchses war, übt diese Stelle – nachdem Giovanni Animuccia Ende März 1571 verstorben war – seitdem zum zweiten Mal aus. Nachdem sein ältester Sohn Rodolfo bereits 1572 verstorben ist, stirbt der zweitälteste Sohn Angelo 1575. Palestrinas Individualdruck Motettorum quae partim quinis, partim senis, partim octonis vocibus concinatur, liber tertius wird 1575 in Venedig veröffentlicht.
- Paolo Quagliati, der nach seiner musikalischen Ausbildung 1574 nach Rom gezogen ist, wirkt hier als Organist in verschiedenen Kirchen.
- François Roussel, der von 1566 bis 1571 als maestro di cappella an San Luigi dei Francesi gewirkt hatte, übt dieses Amt von 1572 bis 1575 an San Giovanni in Laterano aus.
- Simone Verovio lässt sich spätestens 1575 in Rom nieder.
- Tomás Luis de Victoria, der in Rom das Collegium Germanicum – das Priesterseminar der Jesuiten – absolviert hatte, hat seit 1571 als moderator musicae die Leitung der Kapelle des Collegiums in der Nachfolge von Palestrina. 1575 wird er zum Priester geweiht.

#### Königreich Neapel
- Giovanni Domenico da Nola wirkt seit Februar 1563 bis zu seinem Tod als Maestro di cappella an der Basilika Santissima Annunziata Maggiore in Neapel. In dieser Funktion lehrt er auch die Mädchen des Waisenhauses der Annunziata und die Diakone des Priesterseminars Gesang.
- Antonio Valente wirkt von 1565 bis 1580 als Organist an Sant’Angelo a Nilo in Neapel. Hier erscheint 1575 sein Intavolatura de Cimbalo libro primo.

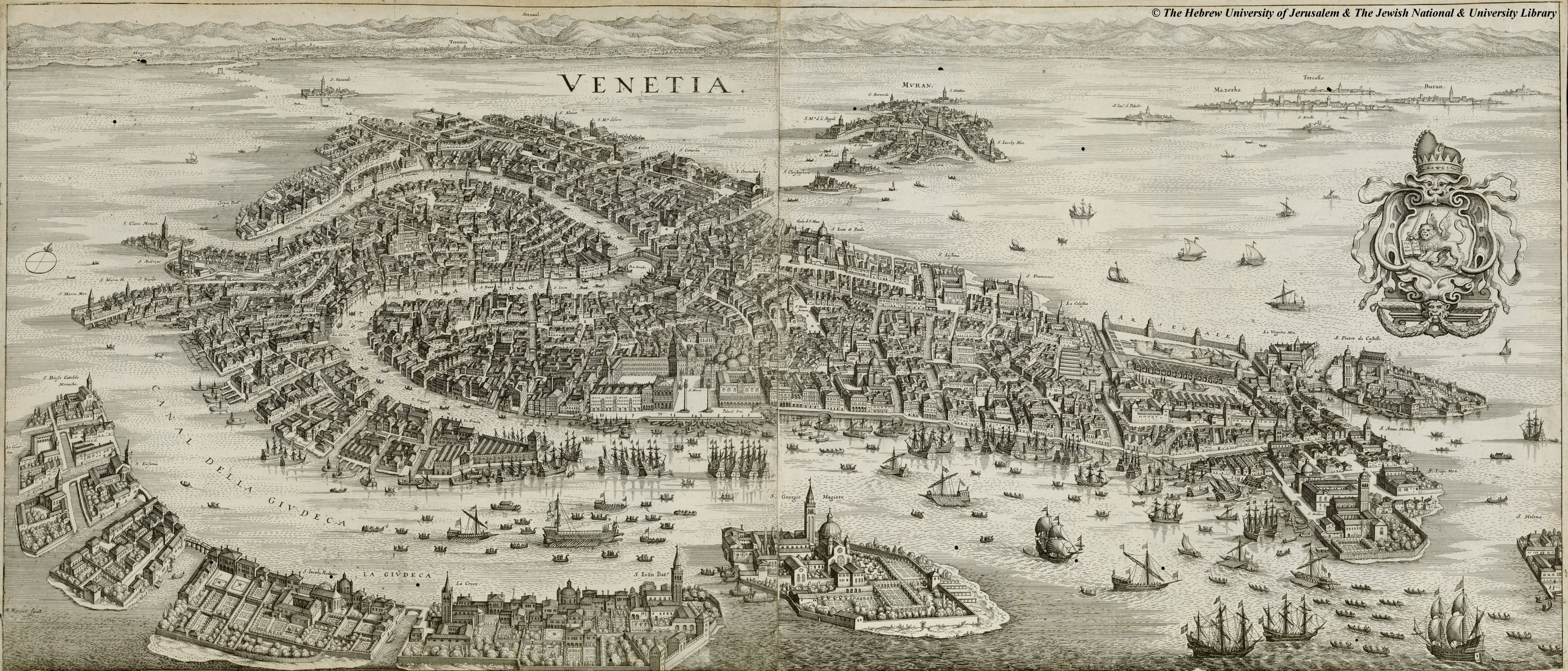
Venedig um 1650. Kupferstich 30,5 cm × 70 cm von Merian d. Ä.

Padua (1568)

#### Republik Venedig
- Costanzo Antegnati, der am besten bekannte Spross der verzweigten italienischen Orgelbauerfamilie Antegnati, bekommt seine musikalische Ausbildung bei Girolamo Cavazzoni und ist seit dem Jahr 1570 Orgelbau-Mitarbeiter seines Vaters Graziadio Antegnati des Älteren (1525–1590) in Brescia. 1575 erscheint in Venedig, herausgegeben von Gardanus sein Sacrarum Cantionum libro 1, 5 vocum.
- Valentin Bakfark lebt in Padua.
- Giovanni Croce wirkt seit 1565 als Chorknabe und Sänger am Markusdom in Venedig.
- Baldissera Donato ist seit 1550 als Sänger – zunächst an San Marco in Venedig – aktiv und wirkt auch in der Ausbildung der Sänger.
- Andrea Gabrieli ist wahrscheinlich seit Jahresanfang 1566 als Organist an San Marco tätig, einer herausragenden Position in der Musikwelt Italiens, in der er bis zu seinem Lebensende bleiben wird. An San Marco entwickelt er, gefördert durch die einzigartige Akustik des Doms, seinen originalen Kompositionsstil der zeremoniellen Mehrchörigkeit und des konzertanten Stils, der später von seinem Neffen Giovanni Gabrieli weiter entwickelt wird. 1575 veröffentlicht er sein Libro Primo de Madrigali a tre voci.
- Florentio Maschera, der seine erste Anstellung als Organist im Kloster Santo Spirito in Isola vor Venedig erhielt, ist seit 22. August 1557 Organist an der Kathedrale von Brescia.
- Claudio Merulo ist seit dem Jahr 1566 als Nachfolger von Annibale Padovano als erster Organist am Markusdom in Venedig tätig. Neben dieser offiziellen Tätigkeit tritt er regelmäßig in den Palazzi venezianischer Adliger auf, z. B. in der Ca' Zantani, die auch von Parabosco, Padovano und anderen Virtuosen frequentiert wird. Merulo tritt außerdem als Komponist von Vokalwerken in Erscheinung, vor allem von Madrigalen, sowie von Motetten und Messen.
- Giovanni Battista Mosto, der 1568 eine Anstellung als Zinkenist und Posaunist in der Münchener Hofkapelle unter Orlando di Lasso hatte, lebt seit 1569 wieder in Udine, gehört seit 1570 zu den Stadtpfeifern und hat 1573 den Auftrag erhalten, die Stadtkapelle neu zu ordnen und den Chorknaben der Kathedrale das Spielen der verschiedenen Instrumente beizubringen.
- Gioseffo Zarlino, der bei Adrian Willaert in Venedig studiert hat, ist seit 1565 – in der Nachfolge von Cypriano de Rore – Kapellmeister am Markusdom in Venedig. Er hat diese Stelle bis zu seinem Ableben 1590 inne.

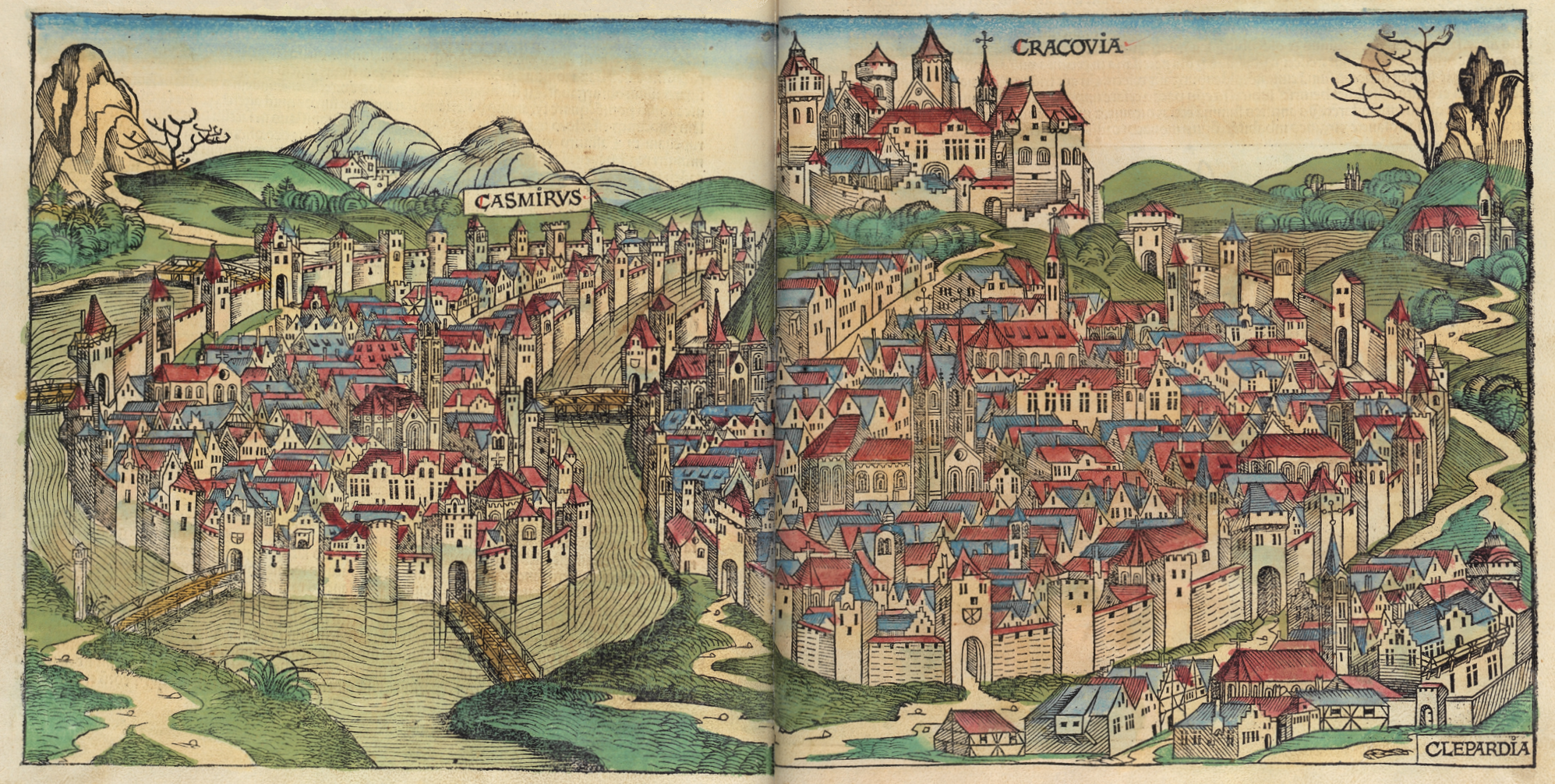
Stadtansicht von Krakau in der Schedel’schen Weltchronik von 1493

### Königreich Polen und Großfürstentum Litauen

#### Hofkapelle von Heinrich von Valois
- Krzysztof Klabon ist seit 1565 Lautenist der königlichen Hofkapelle in Krakau.

#### Posen
- Jan Brandt ist seit 1571 Mitglied des Jesuitenordens.

#### Sandomierz
- Mikołaj Gomółka, der als königlicher Fistulator (hervorragende Instrumentalist des Königs) Mitglied der Hofkapelle von König Sigismund II. August von Polen war, hat 1563 den Hof verlassen und ist die folgenden 15 Jahre in seiner Geburtsstadt Sandomierz in einigen außermusikalischen Bereichen tätig.

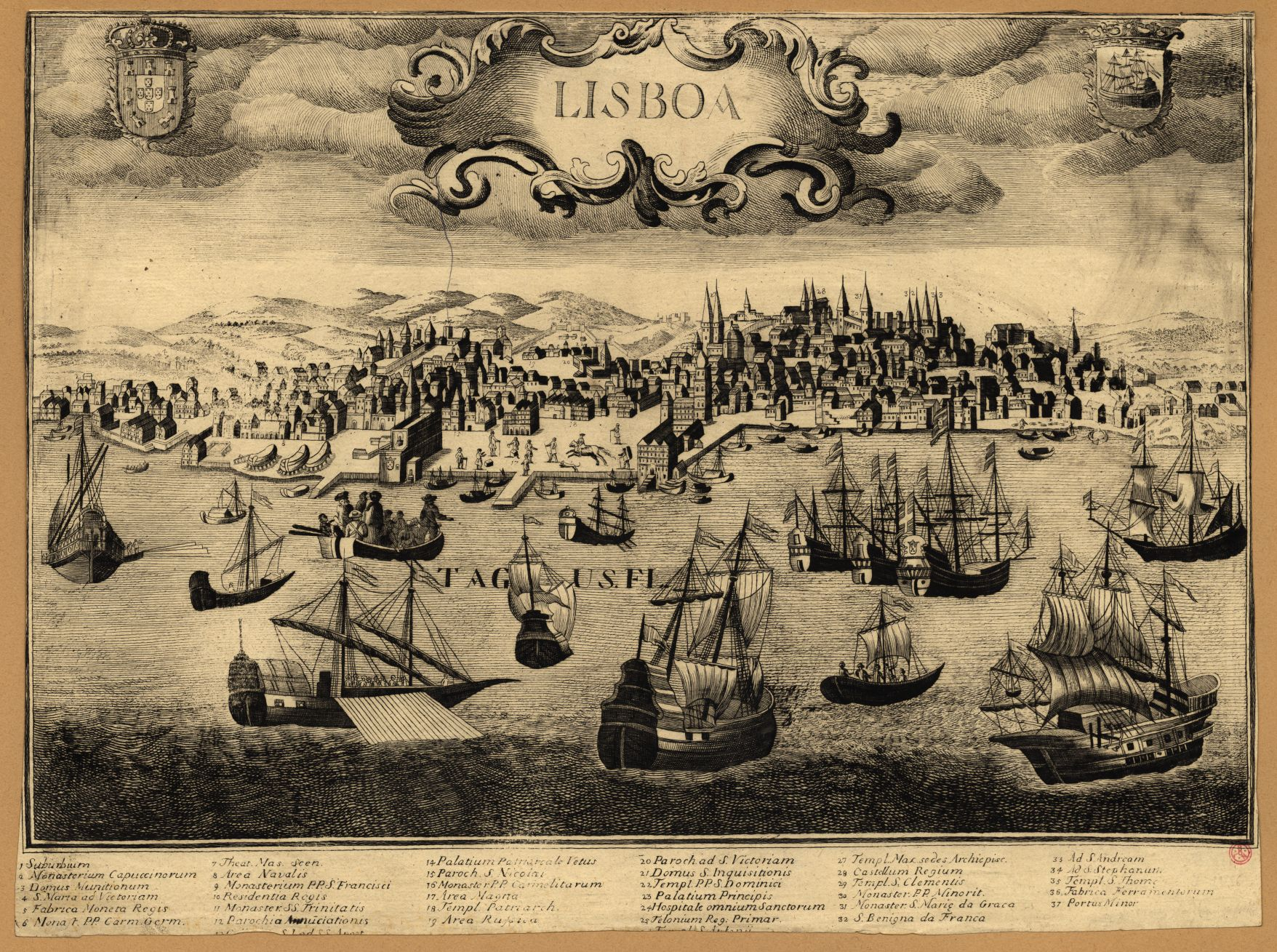
Lissabon, 1650

### Königreich Portugal

#### Hofkapelle vonSebastian I.
- António Carreira ist seit der Thronbesteigung des 14-jährigen Königs Dom Sebastiaõ 1568, Kapellmeister und Magisterio in Lissabon. Es ist nicht genau bekannt, aber wahrscheinlich, dass es zu dieser Zeit mindestens zwei Kapellen gibt, eine für den König und eine für Dona Catarina bzw. für Dom Henrique, denn es gibt zwischen 1562 und 1580 neben Carreira noch einen zweiten Kapellmeister: den Flamen Rinaldo del Mel.
- Miguel de Fuenllana dient von 1574 bis 1578 als Kammermusiker bei König Dom Sebastian von Portugal mit dem beachtlich hohen Jahresgehalt von 100.000 Maravedís.
- Rinaldo del Mel, der in Mechelen lebte und seit dem 3. März 1562 Mitglied der Singschule der Kathedrale Saint-Rombaud war, hat seine Heimat verlassen und wirkt vermutlich seit 1572 am königlichen Hof in Lissabon als maestro unter König Sebastian.

### Königreich Spanien

#### Hofkapelle von Philipp II.
- Philippe Rogier, der seine erste musikalische Ausbildung an der Kathedrale seiner Geburtsstadt Arras erhalten hatte, ist 1572 mit Gérard de Turnhout – seit 1571 Kapellmeister der capilla flamenca des spanischen Königs Philipp II. – und anderen jugendlichen Sopranisten nach Madrid gereist und wurde am dortigen Königshof eingeführt. In Madrid kann er in den folgenden Jahren als jugendlicher Sänger seine musikalische Ausbildung vervollständigen.
- Gérard de Turnhout, der seit 1562 an der Liebfrauenkirche Antwerpen tätig war und hier seit 1563 die Position eines Musikmeisters (maître de musique) in der Nachfolge von Antoine Barbé bekleidete, ist seit 1572 Kapellmeister der Capilla flamenca von König Philipp II. von Spanien in Madrid. In diesem Amt bleibt er bis zu seinem Tod im September 1580.
- Cornelis Verdonck, der seine erste musikalische Ausbildung als Kapellknabe vermutlich an der Kathedrale Notre-Dame in Antwerpen unter Gérard de Turnhout bekam, gelangt im Zuge der Anwerbung von Sängerknaben für die Capilla flamenca zusammen mit Philippe Rogier im Jahr 1572 nach Madrid an die Hofkapelle des spanischen Königs Philipp II., wo er für etwa acht Jahre bleibt.

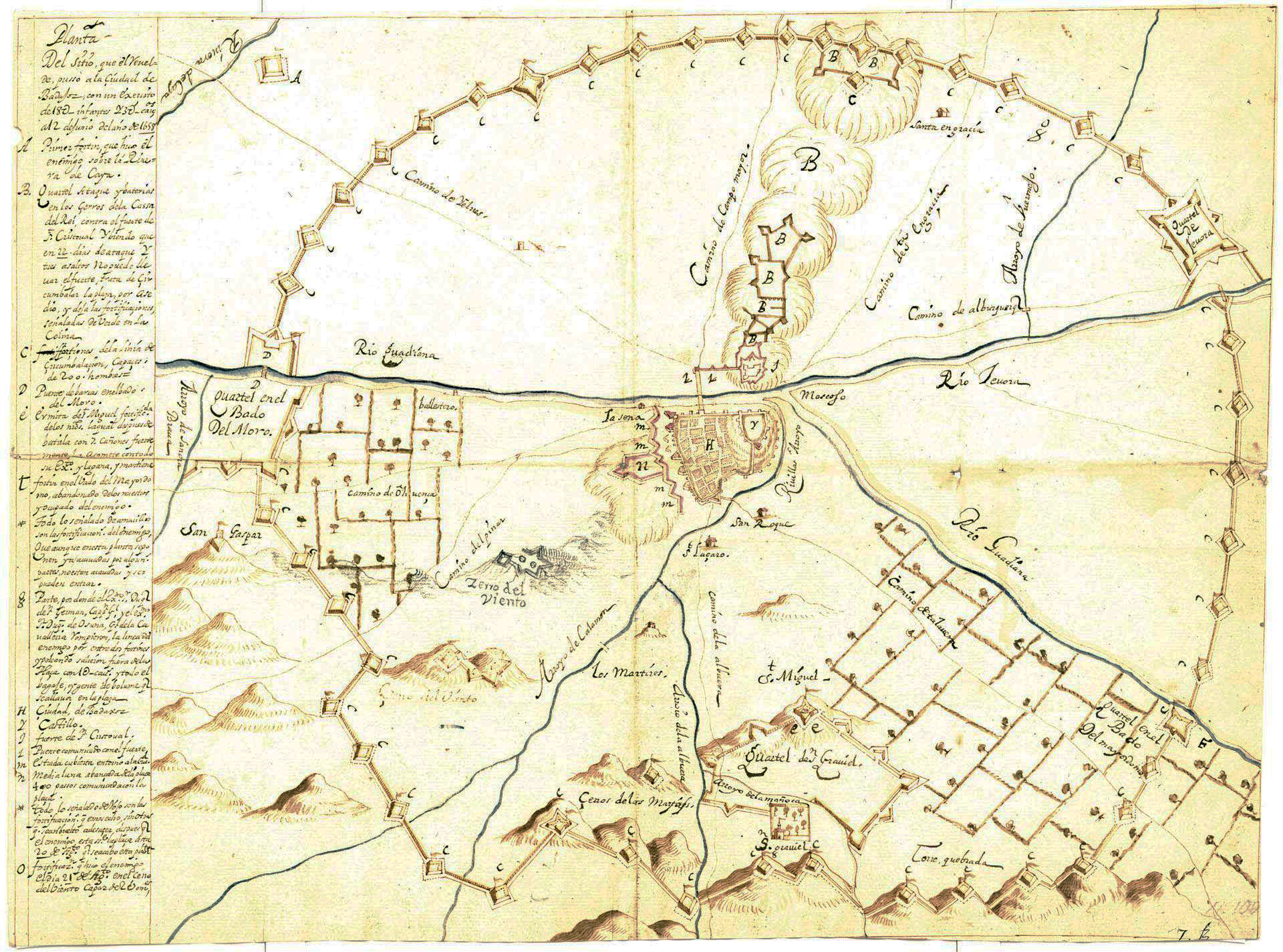
Badajoz (1658)

#### Badajoz
- Manuel Rodrigues Coelho ist in den Jahren 1573 bis 1577 stellvertretender Organist am Dom zu Badajoz.

#### La Seu d’Urgell
- Joan Brudieu ist seit 1548 Kapellmeister auf Lebenszeit der Kathedrale von La Seu d’Urgell. Diese Position behält er – mit Unterbrechungen – bis kurz vor seinem Tode 1591.

#### Sevilla
- Francisco Guerrero ist seit 1574 Kapellmeister an der Kathedrale von Sevilla.
- Alonso Mudarra ist seit dem 18. Oktober 1546 Kanoniker an der Kathedrale von Sevilla. In dieser Stadt hat er einen bedeutenden Einfluss auf das Musikleben und bleibt dort noch 34 Jahre bis an sein Lebensende. Zu seinen Aufgaben an der Kathedrale gehört die Leitung aller musikalischen Aktivitäten. Hierzu gehören die Beauftragung von Instrumentalisten, der Kauf und die Leitung des Aufbaus einer neuen Orgel und die enge Zusammenarbeit mit Komponisten für die vielfältigen festlichen Anlässe.

#### Valladolid
- Esteban Daza, der in Valladolid lebt, erhält im Juni 1575 die Lizenz zur Herausgabe seines Werks Libro de música.

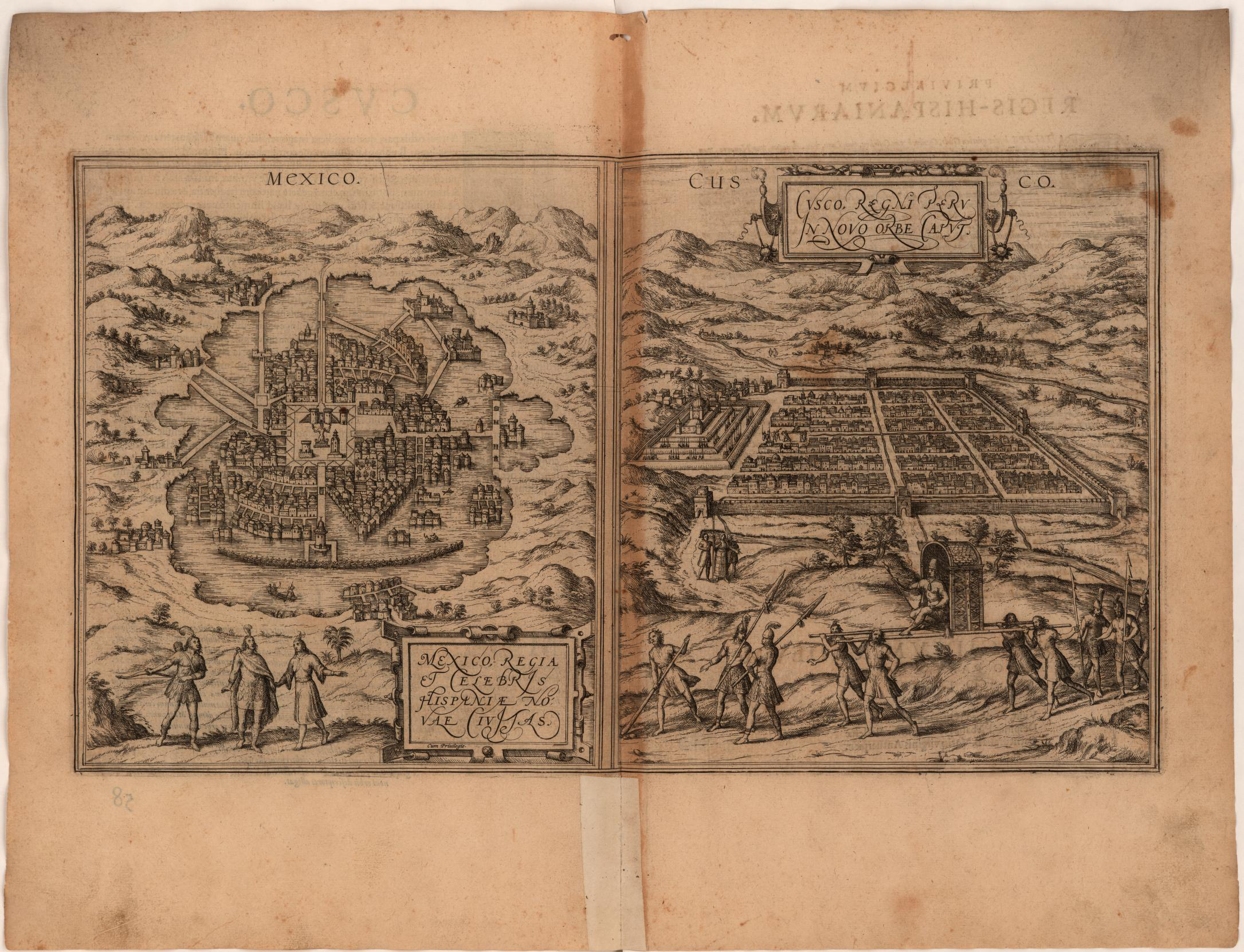
Mexico City und Cuzco, 1575

### Vizekönigreich Neuspanien
- Hernando Franco, der – gemäß eines Beleges aus dem Jahr 1571 – maestro de capilla der Kathedrale von Santiago de Guatemala war und diesen Posten 1574 verlassen hat und nach Mexiko gegangen ist, erhält 1575 die Stelle des maestro de capilla der neuen Kathedrale von Mexiko-Stadt.

## Instrumentalmusik

### Für Orgel
- Elias Nicolaus Ammerbach – Ein new künstlich Tabulaturbuch, Nürnberg: Dietrich Gerlach: Noten und Audiodateien im International Music Score Library Project

### Für Tasteninstrumente
- Rocco Rodio – Libro primo di ricercate, Neapel (früheste erhaltene Partitur für Tasteninstrumente. Sie enthält fünf Ricercare und vier Fantasien, die alle von einer sehr individuellen harmonischen Sprache geprägt sind. Dieser Druck stellt zusammen mit Antonio Valentes Intavolatura de cimbalo die frühesten Werke der sogenannten neapolitanischen Schule dar)
- Antonio Valente – Intavolatura de Cimbalo libro primo (bestehend aus einer Fantasia, 6 Ricercare, 1 Salve-Regina, 4 französische Chanson-Diminutionen, 6 Variationenfolgen über Baßsätze und 3 Tanzsätze), Neapel

### Für fünf Instrumente
- Christopher Tye – In Nomine à 5 'My Death': Noten und Audiodateien im International Music Score Library Project

## Vokalmusik

### Geistlich

Titelblatt einer Ausgabe von Palestrinas Motetten

- Costanzo Antegnati – Sacrarum Cantionum libro 1, 5 vocum, Venedig: Antonio Gardano Söhne
- Giammateo Asola – Falsi bordoni per cantar salmi zu vier Stimmen, Venedig: Antonio Gardano Söhne: Noten und Audiodateien im International Music Score Library Project
- Vincenzo Bellavere – zweites Buch der Madrigale zu fünf Stimmen, Venedig: Girolamo Scotto Erben
- Joachim a Burck – Wir haben Gottes Wort gehört zu vier Stimmen: Noten und Audiodateien im International Music Score Library Project
- William Byrd und Thomas Tallis – Cantiones sacrae, London: Thomas Vautrollerius: Noten und Audiodateien im International Music Score Library Project; darin:
  - William Byrd
    - Aspice Domine zu sechs Stimmen: Noten und Audiodateien im International Music Score Library Project
    - Attollite portas principes vestras zu sechs Stimmen: Noten und Audiodateien im International Music Score Library Project
    - Da mihi auxilium zu sechs Stimmen: Noten und Audiodateien im International Music Score Library Project
    - Diliges Dominum Deum zu acht Stimmen: Noten und Audiodateien im International Music Score Library Project
    - Domine secundum actum meum zu sechs Stimmen: Noten und Audiodateien im International Music Score Library Project
    - Emendemus in melius zu fünf Stimmen: Noten und Audiodateien im International Music Score Library Project
    - Laudate pueri Dominum zu fünf Stimmen: Noten und Audiodateien im International Music Score Library Project
    - Libera me, Domine, de morte aeterna zu fünf Stimmen: Noten und Audiodateien im International Music Score Library Project
    - Libera me, Domine, et pone me juxta te zu fünf Stimmen: Noten und Audiodateien im International Music Score Library Project
    - Memento homo zu sechs Stimmen: Noten und Audiodateien im International Music Score Library Project
    - Miserere mihi Domine zu sechs Stimmen: Noten und Audiodateien im International Music Score Library Project
    - O lux beata Trinitas zu sechs Stimmen: Noten und Audiodateien im International Music Score Library Project
    - Peccantem me quotidie zu fünf Stimmen: Noten und Audiodateien im International Music Score Library Project
    - Siderum rector zu fünf Stimmen: Noten und Audiodateien im International Music Score Library Project
    - Tribue Domine zu sechs Stimmen: Noten und Audiodateien im International Music Score Library Project

  - Thomas Tallis
    - Absterge Domine zu fünf Stimmen: Noten und Audiodateien im International Music Score Library Project
    - Candidi facti sunt Nazarei zu fünf Stimmen: Noten und Audiodateien im International Music Score Library Project
    - Derelinquit impius zu fünf Stimmen: Noten und Audiodateien im International Music Score Library Project
    - Dum transisset Sabbatum zu fünf Stimmen: Noten und Audiodateien im International Music Score Library Project
    - Honor, Virtus et potestas zu fünf Stimmen: Noten und Audiodateien im International Music Score Library Project
    - In jejunio et fletu zu fünf Stimmen: Noten und Audiodateien im International Music Score Library Project
    - In manus tuas, Domine zu vier Stimmen: Noten und Audiodateien im International Music Score Library Project
    - Mihi autem nimis zu fünf Stimmen: Noten und Audiodateien im International Music Score Library Project
    - Miserere nostri zu sieben Stimmen: Noten und Audiodateien im International Music Score Library Project
    - O Nata Lux zu fünf Stimmen: Noten und Audiodateien im International Music Score Library Project
    - O sacrum convivium zu fünf Stimmen: Noten und Audiodateien im International Music Score Library Project
    - Salvator mundi II zu fünf Stimmen: Noten und Audiodateien im International Music Score Library Project
    - Salvator mundi zu fünf Stimmen: Noten und Audiodateien im International Music Score Library Project
    - Sermone blando angelus zu fünf Stimmen: Noten und Audiodateien im International Music Score Library Project
    - Suscipe Quaeso zu sieben Stimmen: Noten und Audiodateien im International Music Score Library Project
- Floriano Canale – Psalmodia 5 et 4 voc., Venedig: Scotto
- Ippolito Chamaterò – Li Magnificat zu acht, neuen und zwölf Stimmen, Venedig: Girolamo Scotto Erben
- Placido Falconio – Introitus et Alleluia per omnes festivitates totius anni zu fünf Stimmen, Venedig: Antonio Gardano Söhne
- Wolfgang Figulus
  - Cantionarum Sacratum […] primi tomi decas prima, Frankfurt an der Oder
  - Vetera nova carmina sacra
- Ludwig Helmbold – Nun lasst uns Gott dem Herren
- Jacobus de Kerle – Sacrae cantiones zu fünf und sechs Stimmen, München: Adam Berg
- Orlando di Lasso
  - Patrocinium musices, Teil 4, München: Adam Berg: Noten und Audiodateien im International Music Score Library Project; darin:
    - Passio Domini nostri Jesu Christi secundum Mattheum zu sechs Stimmen, LV 534: Noten und Audiodateien im International Music Score Library Project

  - Liber mottetarum, trium vocum, München: Adam Berg: Noten und Audiodateien im International Music Score Library Project; darin:
    - Ave Regina caelorum zu drei Stimmen, LV 554: Noten und Audiodateien im International Music Score Library Project
    - Beati omnes qui timent Dominum zu drei Stimmen, LV 553: Noten und Audiodateien im International Music Score Library Project
    - Cantate Domino canticum novum zu drei Stimmen, LV 549: Noten und Audiodateien im International Music Score Library Project
    - Diligam te, Domine zu drei Stimmen, LV 618: Noten und Audiodateien im International Music Score Library Project
    - Domine non est exaltatum zu drei Stimmen, LV 541: Noten und Audiodateien im International Music Score Library Project
    - Ego sum pauper dolens zu drei Stimmen, LV 545: Noten und Audiodateien im International Music Score Library Project
    - Exaudi Deus orationem meam zu drei Stimmen, LV 547: Noten und Audiodateien im International Music Score Library Project
    - Exaudi me, Domine zu drei Stimmen, LV 546: Noten und Audiodateien im International Music Score Library Project
    - Haec quae ter triplici zu drei Stimmen, LV 540: Noten und Audiodateien im International Music Score Library Project
    - Justus es Domine zu drei Stimmen, LV 617: Noten und Audiodateien im International Music Score Library Project
    - O Maria, clausus hortus zu drei Stimmen, LV 552: Noten und Audiodateien im International Music Score Library Project
    - Sancta et immaculata virginitas zu drei Stimmen, LV 548: Noten und Audiodateien im International Music Score Library Project
- Leonhard Lechner – Motectæ sacræ, Nürnberg: Katharina Gerlach; Johann Bergs Erben: Noten und Audiodateien im International Music Score Library Project
- Jakob Meiland – Sacrae aliquot cantiones latinae et germanicae, Frankfurt am Main: Georg Rab und Sigismund Feyerabend: Noten und Audiodateien im International Music Score Library Project
- Philippe de Monte – Libro quarto de motetti zu fünf Stimmen, Venedig: Antonio Gardano Söhne: Noten und Audiodateien im International Music Score Library Project; darin:
  - Pie Jesu, virtus mea zu fünf Stimmen: Noten und Audiodateien im International Music Score Library Project
- Giovanni Domenico da Nola – Motetten zu sechs Stimmen
- Giovanni Pierluigi da Palestrina – Motettorum quae partim quinis, partim senis, partim octonis vocibus concinatur, liber tertius, Venedig: Girolamo Scotto: Noten und Audiodateien im International Music Score Library Project; darin:
  - Ave Regina coelorum zu acht Stimmen: Noten und Audiodateien im International Music Score Library Project
  - Hodie Christus natus est zu acht Stimmen: Noten und Audiodateien im International Music Score Library Project
  - Pater noster zu fünf Stimmen: Noten und Audiodateien im International Music Score Library Project
  - Rex pacificus magnificatus est zu sechs Stimmen: Noten und Audiodateien im International Music Score Library Project
  - Susanna ab improbis zu sechs Stimmen: Noten und Audiodateien im International Music Score Library Project
- Costanzo Porta – Litaniae Deiparae Virginis Mariae zu acht Stimmen, Venedig: Giorgio Angelieri
- Jakob Regnart – Sacrae aliquot cantiones zu fünf bis sechs Stimmen, München: Adam Berg: Noten und Audiodateien im International Music Score Library Project
- Franciscus de Rivulo – Descendit Angelus Domini zu acht Stimmen
- Rocco Rodio – Nawe schöne auserlesene geistliche deudsche Lieder, Dresden
- Antonio Scandello – Nawe schöne außerlesene Geistliche Deudsche Lieder, mit Fünff, und Sechs Stimmen, gantz lieblich zu singen, und auff allerley Instrumenten zugebrauchen, sampt einem Dialogo mit Acht Stimmen, Dresden: Gimel Berg: Noten und Audiodateien im International Music Score Library Project
- Johann Steuerlein – Wie lieblich ist der Maien: Noten und Audiodateien im International Music Score Library Project
- Ivo de Vento
  - Quinque mutetae […] quarum prior moteta novem […] reliquot vero omnes quinque sunt vocum
  - Mit Gott, so wöll'n wir's heben an zu fünf Stimmen: Noten und Audiodateien im International Music Score Library Project
- Kurtzer Ausszug der Christlichen und Catholischen Geseng

### Weltlich
- Joachim a Burck – 20 Deutsche Liedlein zu 4 Stimmen, Erfurt: Georg Baumann: Noten und Audiodateien im International Music Score Library Project
- Jean de Castro
  - Livre de chansons nouvellement compose a troys parties, Paris: Adrian le Roy & Robert Ballard: Noten und Audiodateien im International Music Score Library Project; darin:
    - Fuyons tous d'amour le jeu zu drei Stimmen: Noten und Audiodateien im International Music Score Library Project

  - 19 Chansons zu vier Stimmen, Antwerpen
- Girolamo Conversi – Canzoni a cinque voci, Libro I, Venedig: Girolamo Scotto: Noten und Audiodateien im International Music Score Library Project; darin:
  - Alma guidott' amar colei zu fünf Stimmen: Noten und Audiodateien im International Music Score Library Project
  - Donne leggiadre che seguite Amore zu fünf Stimmen: Noten und Audiodateien im International Music Score Library Project
  - Io canterò di quell'almo splendore zu fünf Stimmen: Noten und Audiodateien im International Music Score Library Project
  - Io vo gridando come spiritato zu fünf Stimmen: Noten und Audiodateien im International Music Score Library Project
  - Quando mi miri con quessi occhi ladri zu fünf Stimmen: Noten und Audiodateien im International Music Score Library Project
  - Sola soletta i me ne vò cantando zu fünf Stimmen: Noten und Audiodateien im International Music Score Library Project
- Séverin Cornet – 15 Chansons zu vier Stimmen, in: Livre de Meslanges, Antwerpen
- Giovanni Dragoni
  - erstes Buch der Madrigale zu fünf Stimmen, Venedig: Girolamo Scotto Erben
  - zweites Buch der Madrigale zu fünf Stimmen, Venedig: Girolamo Scotto Erben
- Gallus Dreßler – Ausserlesene teusche Lieder …, Nürnberg
- Giovanni Ferretti – Canzoni a 6 voci, Libro 2, Venedig: Girolamo Scotto Erben: Noten und Audiodateien im International Music Score Library Project; darin:
  - Bon cacciator zu sechs Stimmen: Noten und Audiodateien im International Music Score Library Project
  - Com'al primo apparir del chiaro giorno zu sechs Stimmen: Noten und Audiodateien im International Music Score Library Project
  - Mettetevi in battaglia zu sechs Stimmen: Noten und Audiodateien im International Music Score Library Project
  - Mirate che m'ha fatto sto cor mio zu sechs Stimmen: Noten und Audiodateien im International Music Score Library Project
  - Nasce la gioia zu sechs Stimmen: Noten und Audiodateien im International Music Score Library Project
- Andrea Gabrieli – Libro Primo de Madrigali a tre voci, Venedig: Antonio Gardano Söhne: Noten und Audiodateien im International Music Score Library Project; darin:
  - A caso un giorno mi guidò la sorte zu drei Stimmen: Noten und Audiodateien im International Music Score Library Project
  - Che giova posseder zu drei Stimmen: Noten und Audiodateien im International Music Score Library Project
  - Deh, dove senza me zu drei Stimmen: Noten und Audiodateien im International Music Score Library Project
  - Il dolce sonno mi promise pace zu drei Stimmen: Noten und Audiodateien im International Music Score Library Project
  - Il dolce sonno zu drei Stimmen: Noten und Audiodateien im International Music Score Library Project
  - Dunque baciar sì belle e dolce labbia zu drei Stimmen: Noten und Audiodateien im International Music Score Library Project
  - Dunque fia ver dicea zu drei Stimmen: Noten und Audiodateien im International Music Score Library Project
  - E dove non potea la debil voce zu drei Stimmen: Noten und Audiodateien im International Music Score Library Project
  - La verginella e simile alla rosa zu drei Stimmen: Noten und Audiodateien im International Music Score Library Project
- Giovanni Gabrieli – Quand'io ero giovinetto zu fünf Stimmen, in: Il secondo libro de madrigali a cinque voci: Noten und Audiodateien im International Music Score Library Project
- Johannes Galliculus
  - Motette In natali zu vier Stimmen, Frankfurt/Oder
  - Motette Non ex operibus zu vier Stimmen, Frankfurt/Oder
- Christian Hollander – Newe außerlesene Teutsche Lieder, Nürnberg: Dietrich Gerlach: Noten und Audiodateien im International Music Score Library Project
- Orlando di Lasso – Madonna sa l’amor zu fünf Stimmen, LV 585: Noten und Audiodateien im International Music Score Library Project
- Jakob Meiland – Neuwe außerlesene Teutsche Gesäng, Frankfurt am Main: Georg Rab und Sigmund Feyerabend: Noten und Audiodateien im International Music Score Library Project
- Philippe de Monte
  - Il sesto libro delli madrigali zu fünf Stimmen, Venedig: Antonio Gardano Söhne
  - Sonetz de Pierre de Ronsard […] mis en musique zu fünf, sechs und sieben Stimmen, Löwen: Pierre Phalèse und Antwerpen: Jean Bellère
  - Bonjour mon coeur zu sechs Stimmen: Noten und Audiodateien im International Music Score Library Project
- Giovanni Maria Nanino – Morir non puo'l mio core zu fünf Stimmen; in: Il primo libro de madrigali a 5 voci: Noten und Audiodateien im International Music Score Library Project
- Benedetto Serafico Nardò – Madrigali a 5 voci, Libro 1, Venedig: Giuseppe Guglielmo: Noten und Audiodateien im International Music Score Library Project
- Antonio Pace
  - erstes Buch der Madrigale zu sechs Stimmen, Venedig: Giuseppe Guglielmo
  - zweites Buch der Madrigale zu sechs Stimmen, Venedig: Giuseppe Guglielmo
- Giovanni Battista Pinello di Ghirardi – viertes Buch der napolitane zu drei Stimmen, Venedig: Girolamo Scotto Erben
- Rocco Rodio
  - Ave maris stella zu vier Stimmen, in: Libro di ricercate a quatro voci con alcune fantasie sopra varii canti fermi: Noten und Audiodateien im International Music Score Library Project
  - Ricercata prima zu vier Stimmen, in: Libro di ricercate a quatro voci con alcune fantasie sopra varii canti fermi: Noten und Audiodateien im International Music Score Library Project
  - Ricercata Seconda zu vier Stimmen, in: Libro di ricercate a quatro voci con alcune fantasie sopra varii canti fermi: Noten und Audiodateien im International Music Score Library Project
- Antonio Scandello – Newe schöne außerlesene geistliche deudsche Lieder, Dresden
- Alessandro Striggio – Ecco, ch'io lass'il core zu sechs Stimmen: Noten und Audiodateien im International Music Score Library Project
- Ivo de Vento – Quinque mutetae […] quarum prior moteta novem […] reliquot vero omnes quinque sunt vocum
  - Quinque motetae […] et quatuor Germanicae: quarum […] posteriores duae Germanicae cantiones octo, reliquot vero omnes quinque sunt vocum
  - 2 Madrigale und 2 Chansons, in: Quinque motetae
- Verschiedene Künstler – Il secondo libro de madrigali a cinque voci de floridi virtuosi del Serenissimo Ducca di Baviera

## Geboren

### Geburtsdatum gesichert
- 22. September (getauft): Vittoria Raffaella Aleotti, italienische Komponistin und Organistin († verm. nach 1646)
- 18. Dezember: Michelangelo Galilei, italienischer Komponist und Lautenist des Frühbarock († 1631)

### Genaues Geburtsdatum unbekannt
- Christian Keifferer, deutscher Organist und Komponist († 1635)
- Wolfgang Neidhardt, deutscher Bronzegießer, Glocken- und Stückgießer († 1632)

### Geboren vor 1575
- Floriano Canale, italienischer Komponist, Organist und Arzt († nach 1612)

### Geboren um 1575
- John Bennet, englischer Komponist († nach 1614)
- Estêvão de Brito, portugiesischer Komponist († 1641)[1]
- Giovanni Paolo Cima, italienischer Komponist und Organist († 1630)
- Pieter Cornet, franko-flämischer Komponist und Organist († 1633)
- Georg Engelmann, deutscher Organist und Komponist († 1632)
- Alfonso Ferrabosco der Jüngere, englischer Komponist und Gambist italienischer Abstammung († 1628)
- Ennemond Gaultier, französischer Lautenist und Komponist († 1651)
- Romano Micheli, italienischer Geistlicher, Komponist und Verfasser polemischer Schriften († nach 1659)
- Eustache Picot, französischer Geistlicher sowie Musiker und Komponist († 1651)
- Giovanni Priuli, italienischer Komponist und Organist († 1626)[2]
- Christoph Strauss, österreichischer Komponist, Kapellmeister und Organist († 1631)
- Giovanni Maria Trabaci, italienischer Komponist († 1647)

## Gestorben

### Todesdatum gesichert
- 15. März: Annibale Padovano, italienischer Organist und Komponist (* 1527)
- 17. April: Johann Bertram, deutscher Komponist, Kantor und Theologe (* 1535)[3]
- 16. August: Francesco Adriani, italienischer Sänger, Kapellmeister und Komponist (* um 1539)

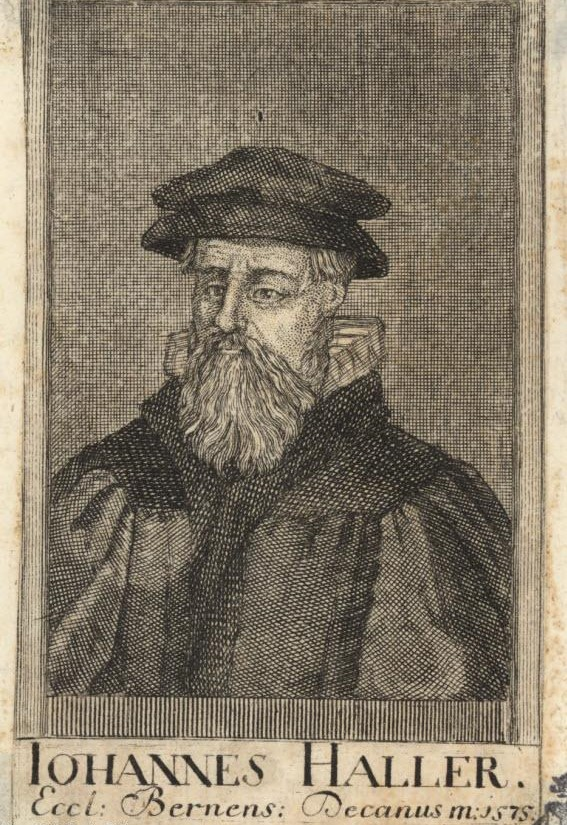
Johannes Haller der Jüngere; † 1. September

- 01. September: Johannes Haller der Jüngere, Schweizer evangelischer Geistlicher, Reformator und Kirchenlieddichter (* 1523)
- 03. September: Ivo de Vento, flandrischer Komponist (* um 1544)

### Genaues Todesdatum unbekannt
- Caspar Faber, deutscher evangelisch-lutherischer Prediger und Autor geistlicher Lieder (* um 1515)
- Josias Habrecht, Schweizer Uhrmacher und Musikinstrumentenbauer (* 1552)
- Domenico da Pesaro, italienischer Tasteninstrumentenbauer (* 1533)